# La Guerche-de-Bretagne
Pour les articles homonymes, voir La Guerche (homonymie) et Bretagne (homonymie).
La Guerche-de-Bretagne est une commune française située dans le département d'Ille-et-Vilaine en région Bretagne, peuplée de 4 450 habitants (les  Guerchais).

## Géographie
La Guerche-de-Bretagne est située en Bretagne historique (sur les Marches de Bretagne, zone frontière) et administrative, département d'Ille-et-Vilaine, à l'est du bassin de Rennes (à 35 km à l'ouest-nord-ouest), au sud du pays de Vitré (Vitré à 22 km au nord), entre les cours de la Seiche (au nord) et de l'Ardenne (au sud).
La forêt de la Guerche (actuellement sur la commune de Rannée, cette forêt étant « la forêt du seigneur de La Guerche ») est une relique de la forêt-frontière qui séparait autrefois la seigneurie de La Guerche (duché de Bretagne) du Bas-Maine. N'existant probablement pas en tant que telle au début de notre ère, elle s'est développée à partir du Moyen Âge.

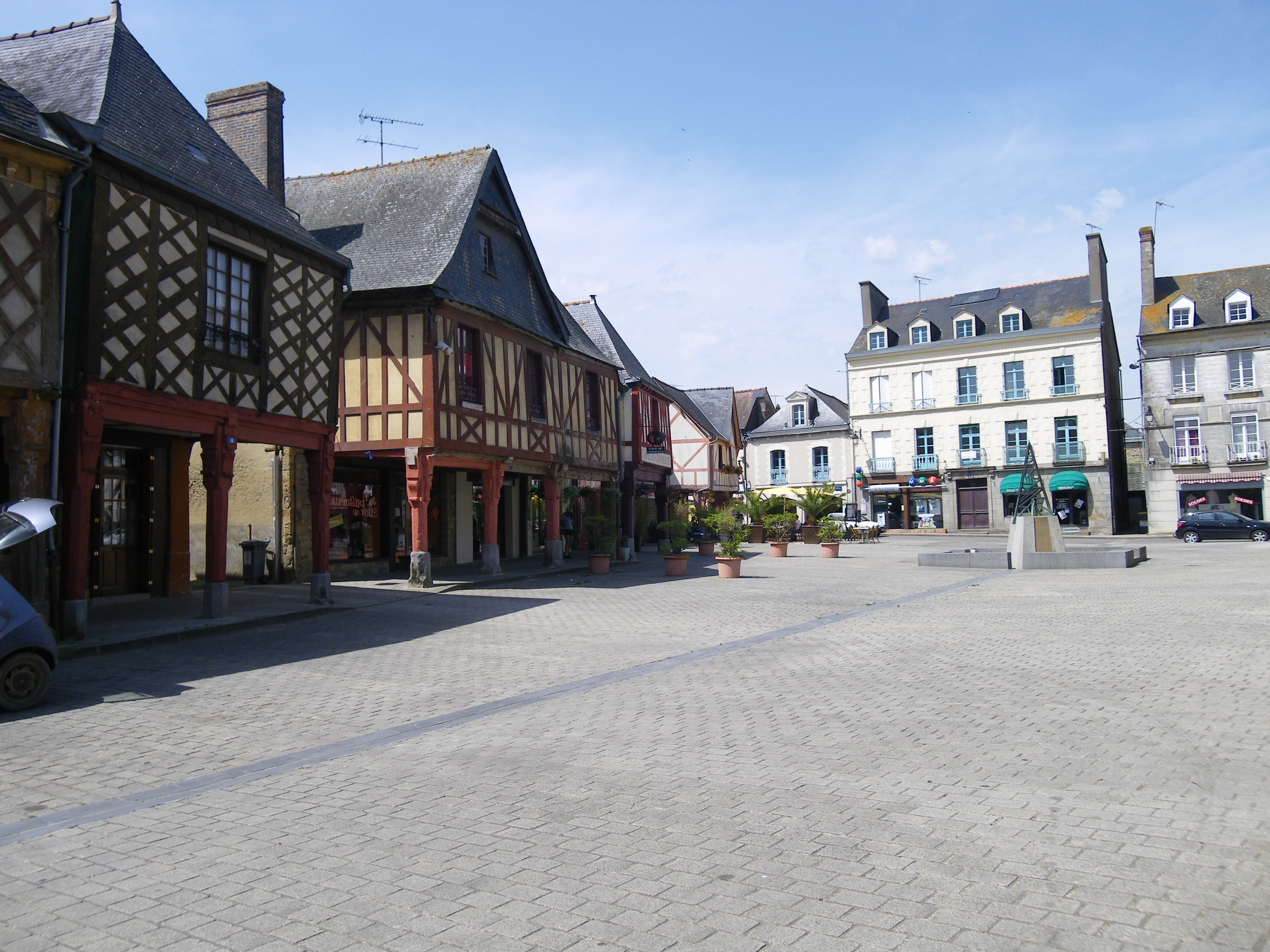
Centre de La Guerche-de-Bretagne.

Les communes limitrophes sont Moutiers, Availles-sur-Seiche, Domalain, Rannée et Visseiche.
| Domalain  | Moutiers               | Availles-sur-Seiche |
| Visseiche | La Guerche-de-Bretagne | Rannée              |
| Rannée    | Rannée                 | Rannée              |

### Transports
- BreizhGo, ligne 503 : Rennes - Châteaugiron - La Guerche-de-Bretagne.
- Aléop, ligne 108: Laval -  La Guerche de Bretagne
- La commune est desservie par les lignes de bus du réseau MOVA de Vitré communauté avec la ligne 10 permettant d'aller à Vitré, la ligne 11 permettant également d'aller à Vitré mais aussi à Rannée. Elle est aussi desservi par deux lignes sur réservation les lignes 10B vers Availles-Sur-Seiche et 10C vers Drouges

Un projet de rocade, autour de la ville afin de dévier les camions du centre-ville, fut lancé par le maire Patrick Lassourd. La construction a débuté en 2013.

### Hydrographie
Pour un article plus général, voir Réseau hydrographique d'Ille-et-Vilaine.
La commune est située dans le bassin Loire-Bretagne. Elle est drainée par le ruisseau de Boulnaie, le ruisseau de la Guerche,,.

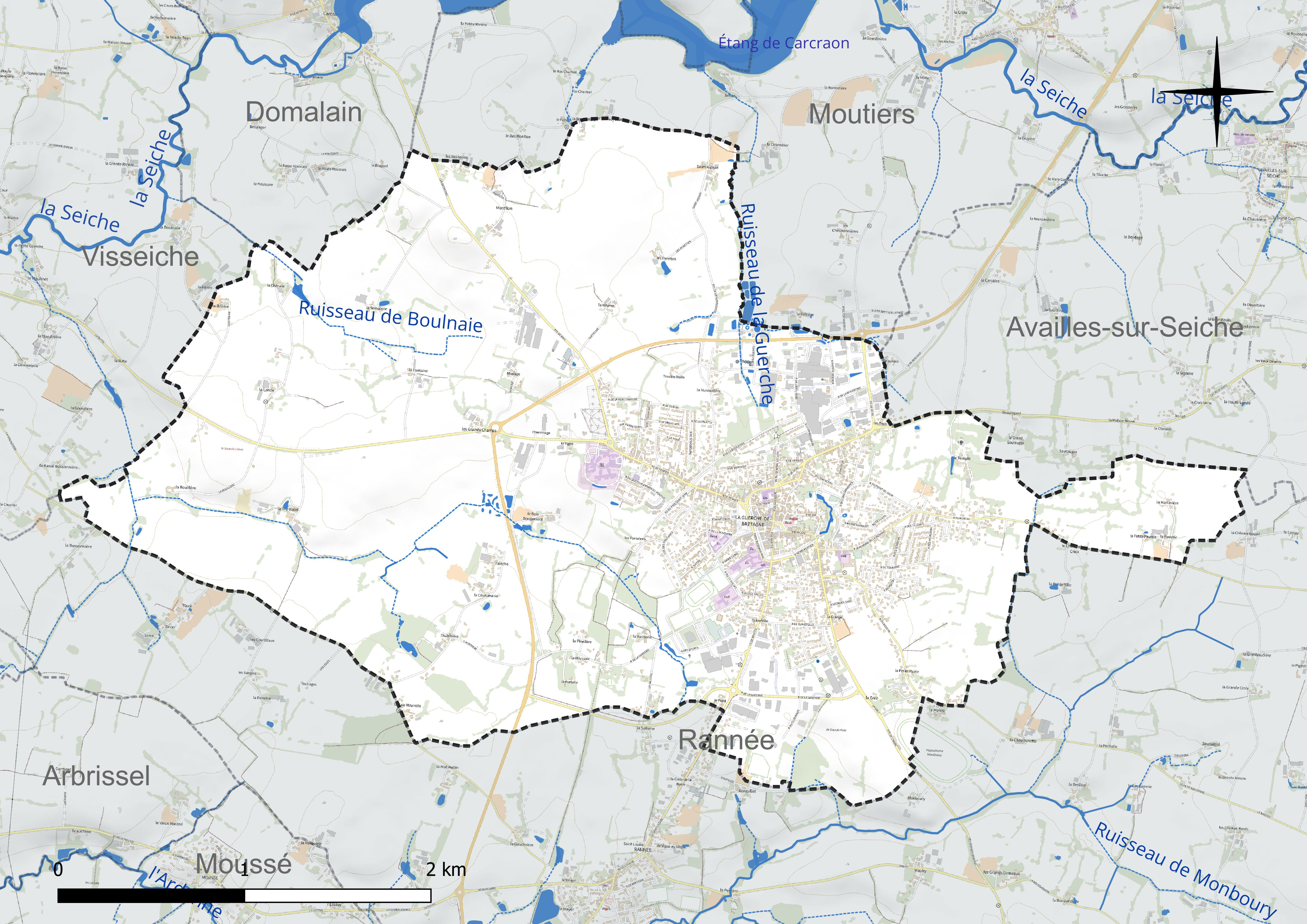
Réseau hydrographique de la Guerche-de-Bretagne.

### Climat
Pour des articles plus généraux, voir Climat de la Bretagne et Climat d'Ille-et-Vilaine.
En 2010, le climat de la commune est de type climat océanique altéré, selon une étude du CNRS s'appuyant sur une série de données couvrant la période 1971-2000. En 2020, Météo-France publie une typologie des climats de la France métropolitaine dans laquelle la commune est exposée à un climat océanique et est dans la région climatique  Bretagne orientale et méridionale, Pays nantais, Vendée, caractérisée par une faible pluviométrie en été et une bonne insolation. Parallèlement l'observatoire de l'environnement en Bretagne publie en 2020 un zonage climatique de la région Bretagne, s'appuyant sur des données de Météo-France de 2009. La commune est, selon ce zonage, dans la zone « Sud Est », avec des étés relativement chauds et ensoleillés.
Pour la période 1971-2000, la température annuelle moyenne est de 11,5 °C, avec une amplitude thermique annuelle de 13,5 °C. Le cumul annuel moyen de précipitations est de 776 mm, avec 12,8 jours de précipitations en janvier et 7 jours en juillet. Pour la période 1991-2020, la température moyenne annuelle observée sur la station météorologique la plus proche, située sur la commune d'Arbrissel à 6 km à vol d'oiseau, est de 12,1 °C et le cumul annuel moyen de précipitations est de 718,7 mm,. Pour l'avenir, les paramètres climatiques de la commune estimés pour 2050 selon différents scénarios d'émission de gaz à effet de serre sont consultables sur un site dédié publié par Météo-France en novembre 2022.

## Urbanisme

### Typologie
Au 1er janvier 2024, La Guerche-de-Bretagne est catégorisée bourg rural, selon la nouvelle grille communale de densité à sept niveaux définie par l'Insee en 2022.
Elle appartient à l'unité urbaine de La Guerche-de-Bretagne, une agglomération intra-départementale regroupant deux  communes, dont elle est ville-centre,,. Par ailleurs la commune fait partie de l'aire d'attraction de La Guerche-de-Bretagne, dont elle est la commune-centre,. Cette aire, qui regroupe 11 communes, est catégorisée dans les aires de moins de 50 000 habitants,.

### Occupation des sols
L'occupation des sols de la commune, telle qu'elle ressort de la base de données européenne d'occupation biophysique des sols Corine Land Cover (CLC), est marquée par l'importance des territoires agricoles (74,5 % en 2018), en diminution par rapport à 1990 (78,7 %). La répartition détaillée en 2018 est la suivante : 
zones agricoles hétérogènes (63,9 %), zones urbanisées (17,5 %), prairies (8,8 %), zones industrielles ou commerciales et réseaux de communication (8 %), terres arables (1,8 %). L'évolution de l'occupation des sols de la commune et de ses infrastructures peut être observée sur les différentes représentations cartographiques du territoire : la carte de Cassini (XVIIIe siècle), la carte d'état-major (1820-1866) et les cartes ou photos aériennes de l'IGN pour la période actuelle (1950 à aujourd'hui).

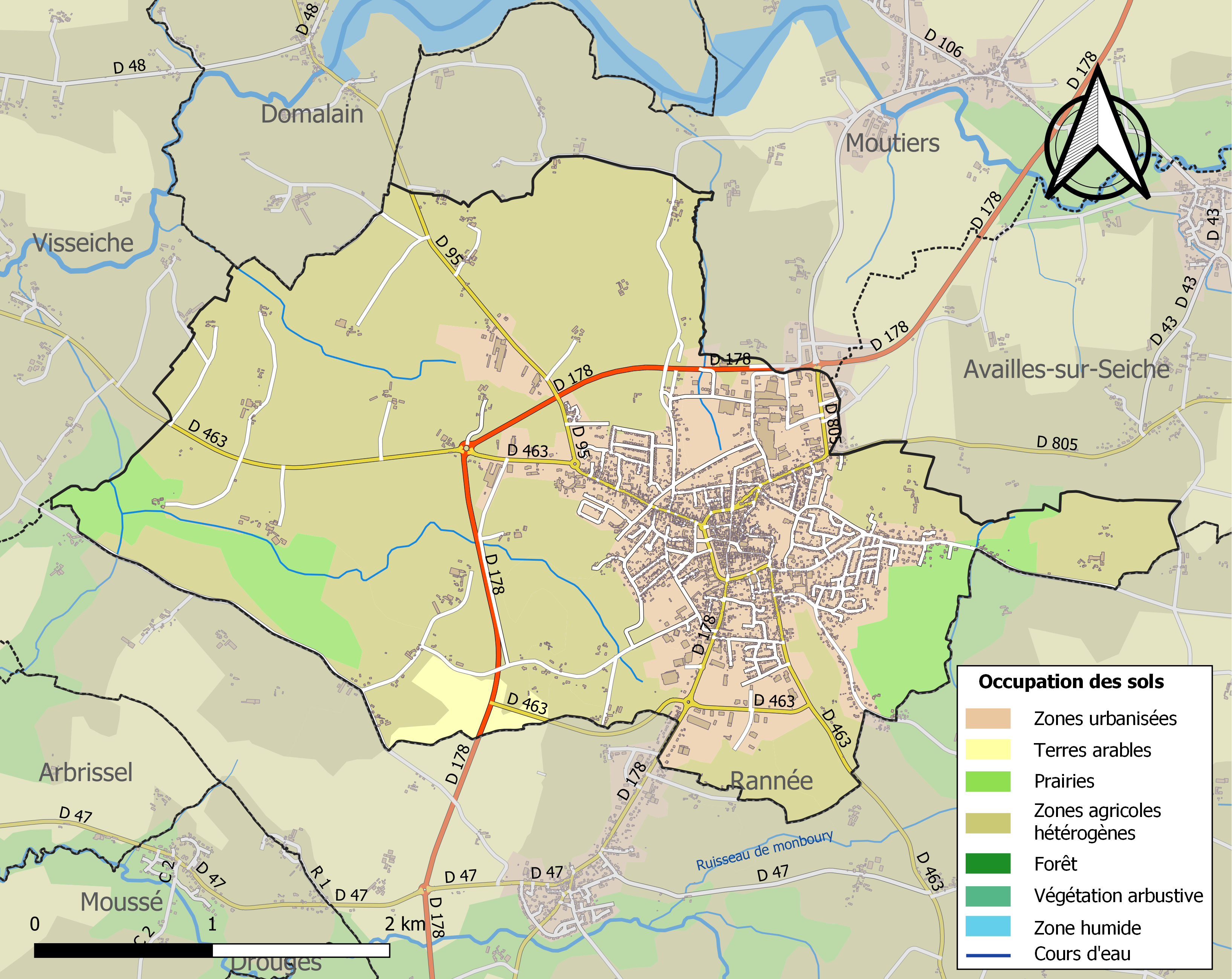
Carte des infrastructures et de l'occupation des sols de la commune en 2018 (CLC).

## Toponymie
Le nom de la localité est attesté sous les formes  Wirchia au XIe siècle, Guircha et Guirchia en 1096,, capella Guirchiœ en 1152, ecclesia Guerchiœ en 1206.
Étymologiquement, Guerche dérive du terme germanique werk ou werka (« ouvrage défensif »). C'est un « ouvrage fortifié », généralement en bois, bâti sur une butte naturelle ou artificielle. À La Guerche-de-Bretagne, il n'en subsiste aucun vestige, si ce n'est les restes de la motte féodale (terrains privés), vaste butte de terre aujourd'hui partiellement arasée, agrandissement de la motte originelle, et sur laquelle furent bâtis les châteaux successifs de La Guerche.
La plupart des toponymes Guerche datent des VIIIe et IXe siècles. D'après l'historien Noël-Yves Tonnerre, La Guerche n'était pas une place forte créée contre les Français ou les Angevins, mais pour se protéger des invasions normandes. Pour d'autres, ce sont les Francs qui, au VIIIe siècle, ont implanté un vaste réseau de sites fortifiés aux limites de leur territoire. Ils auraient créé dans la région ces ouvrages frontaliers pour se protéger des Bretons.
Une explication fantaisiste et désuète donnée par Alphonse Edmond Marteville et Pierre Varin en 1843 expliquait le nom de la localité par le breton gwec'hez (vierge) alors même que la langue bretonne n'a jamais été parlée dans le Guerchais.
Durant la Révolution, la commune porte le nom de Montagne-de-la-Guerche.
L'Office public de la Langue bretonne (Kerofis) propose le néotoponyme breton Gwerc'h-Breizh, reprenant ainsi l'explication fantaisiste de Marteville et Varin.
Le nom en gallo proposé par l'Institut de la langue gallèse est La Gherche, prononcé [lajərʃ].

## Histoire

### Préhistoire
Les premières traces de peuplement découvertes à proximité de La Guerche datent de la période néolithique (de 5000 à 2000 av. J.-C.).
Vers 4000 av. J.-C., l'influence des pays de la Loire est sensible. Il existe une circulation entre les deux régions et des échanges entre les peuples. Les mégalithes du secteur sont d'ailleurs pour la plupart situés dans un étroit couloir (probable itinéraire préhistorique), orienté nord-ouest/sud-est, passant au sud des forêts de La Guerche et du Theil. Ce couloir a survécu et il est aujourd'hui matérialisé par un véritable chemin d'origine médiévale : le chemin des Sauniers. Enfin, à quelques kilomètres au nord de cet itinéraire, sur la commune d'Essé, on trouve le fameux mégalithe dit de la Roche-aux-Fées (érigé vers 2500 av. J.-C., recouvert à l'origine par un tumulus).
L'occupation de la périphérie de La Guerche à cette période est certaine. Les vestiges d'habitats restent toutefois à confirmer, comme à la Bécannière (Drouges), où une hache de dolérite a été trouvée à proximité d'un site d'occupation probablement néolithique. L'objet le plus ancien découvert à ce jour à La Guerche est une pointe de javeline. Les circonstances de sa mise au jour (fin du XIXe siècle) ne sont pas connues, ni le lieu de la découverte. Cette pointe a néanmoins été datée du Chalcolithique (vers 2500 à 2000 av. J.-C.), donc du Néolithique final, période de transition pendant laquelle on commence à travailler le métal (or et cuivre en particulier) avant l'Âge du bronze (2000 à 800 av. J.-C.).
Entre 1300 et 1000 av. J.-C., une implantation humaine existe à Moutiers. Un ensemble important de haches à rebords (datant du Bronze moyen), ainsi que de haches à talon et de bracelets (Bronze moyen final) a été découvert dans ce qui pourrait avoir été le dépôt d'un fondeur. En 1977, une hache à rebords a été trouvée à La Guerche, au lieu-dit les Fontaines. Elle date de l'Âge du bronze moyen. Un dépôt du Bronze final a aussi été découvert à La Guerche : celui-ci comprenait, entre autres objets, treize haches à talon et cinq bracelets.

### Âge du fer et époque gallo-romaine
À cette période, la région comprise entre Seiche et Ardenne est située au sud-est de la cité des Riedones. Mais la proximité immédiate d'autres territoires est à noter, comme à cette époque celui des Namnètes (au sud), des Aulerques (au nord-est) et des Andes (un peu plus au sud-est). Plus tard, de grandes provinces (Anjou et Maine) seront voisine de La Guerche. Cette situation limitrophe marquera l'histoire de la ville au cours des siècles.
Localement, les exemples d'occupation gauloise et gallo-romaine ne manquent pas. Pour cette période, c'est le site de l'actuelle forêt de La Guerche qui est le mieux connu. Plusieurs enceintes y ont été découvertes, celle dite de la ligne Anne ayant même fait l'objet de fouilles archéologiques approfondies, dirigées par Jean-Claude Meuret, qui date son occupation du IIe siècle av. J.-C. au IIe apr. J.-C. Certaines de ces enceintes étaient fortifiées (talus-fossés), la plupart d'entre elles comprenaient des habitations, qu'il s'agisse d'artisans (métallurgistes et orfèvres), d'agriculteurs ou d'éleveurs. Ces deux dernières catégories pratiquaient la culture ou l'élevage autour de leurs habitations. Il semble donc que la forêt n'existait pas en tant que telle à l'époque, le boisement était certainement clairsemé et discontinu, sans quoi ces activités agricoles et pastorales n'auraient pu exister. Bien que toujours occupé à l'époque gallo-romaine, le site ne semble pas avoir été profondément romanisé. Les échanges qui étaient réalisés avec l'Armorique, mais aussi avec la Gaule continentale toute proche, ont continué, certainement facilités par le passage à proximité de la voie romaine Angers-Rennes.
La voie romaine partait de Juliomagus (Angers) par le nord de Brain sur les Marches, elle traverse l'actuelle forêt depuis Bourgogne à l'est jusqu'à la Petite Grange à l'ouest, en passant par le Gué des Molans, où se trouvait une station-relais. La voie continue vers Rennes-Condate, sous l'actuel chemin limitant les communes de Rannée et Drouges. Elle prolonge vers le nord-ouest, passant légèrement au nord de la Bécannière, puis par la Chaussée, et franchissait l'Ardenne au Gué Baudier. Elle franchit la départementale 47 au niveau de l'Écottais. Plus au nord, un chemin séparant Moussé de Rannée reprend son tracé. La voie sépare ensuite Rannée d'Arbrissel, se dirige vers la Bussonnière (laissée 200 m au nord) pour prendre la direction de la Haute puis de la Basse Chaussée, sur la commune de Visseiche. Là, elle arrive à la Seiche.
Des fouilles réalisées à cet endroit en 1996, sous la direction de G. Leroux, ont confirmé les relevés effectués par Meuret sur la portion traversant la forêt de La Guerche. La chaussée centrale, légèrement bombée, mesure 6 à 8 m de large. En surface, pas de dallage mais un gravillonnage, qui repose sur des lits successifs de cailloux devenant de plus en plus grossiers en profondeur. De chaque côté, un fossé, puis un talus au sol damé par le passage des voyageurs et de leurs chargements. Ceux-ci n'avaient en effet pas le droit d'emprunter la voie centrale, réservée à la circulation officielle (administrative ou militaire). Mais ces fouilles du Pont de Visseiche ont permis de faire deux découvertes surprenantes.
La première est qu'à l'approche de la rivière, la voie reposait sur des fondations de bois, qui devaient stabiliser l'ensemble sur un sol humide. Deux niveaux de circulation successifs étaient visibles. Le premier reposait déjà sur des branches équarries. Le second était constitué de poutres transversales (de 9 m de long) sur lesquelles reposaient des poutres longitudinales. L'ensemble était solidarisé par l'intermédiaire de poutres plantées verticalement tous les 3 m, de chaque côté de la voie. À l'approche de la rivière, un mur de maçonnerie arrête la chaussée. C'est ici que se trouve la seconde découverte: un pont, entièrement en bois, qui franchissait la rivière et ses abords (sur plusieurs dizaines de mètres de long). Le tablier s'appuyait sur des piles de chêne de 30 cm par 40 cm de section, taillés en pointe sur 1,20 m à 1,50 m, et enfoncés de 60 à 80 cm dans le sol. Il s'agirait là de la première découverte d'un pont gallo-romain entièrement en bois.
Ainsi, la voie romaine arrive à Visseiche, l'antique Sipia, étape créée sur cet axe de circulation. Sipia était une petite ville (vicus) où les voyageurs pouvaient être ravitaillés et hébergés. Il est même possible qu'elle ait possédé des thermes. Quant à l'église actuelle, bâtie si proche de la voie, c'est peut-être l'illustration de la christianisation d'un sanctuaire antique. Cette activité antique de Visseiche s'est prolongée, puisque le site était encore occupé aux époques mérovingienne et carolingienne. La voie continua d'ailleurs à être utilisée au Moyen Âge. C'est à partir du XIe siècle que son usage décline, la féodalité entraînant le morcellement des territoires, la création de nouveaux centres politiques et économiques, et donc la nécessité d'itinéraires de communication et de liaison différents, plus nombreux et plus courts.
Pour rejoindre Rennes par le sud-est, la voie romaine passe par Moulins (tracé de la départementale 463) et Piré.

### Moyen Âge

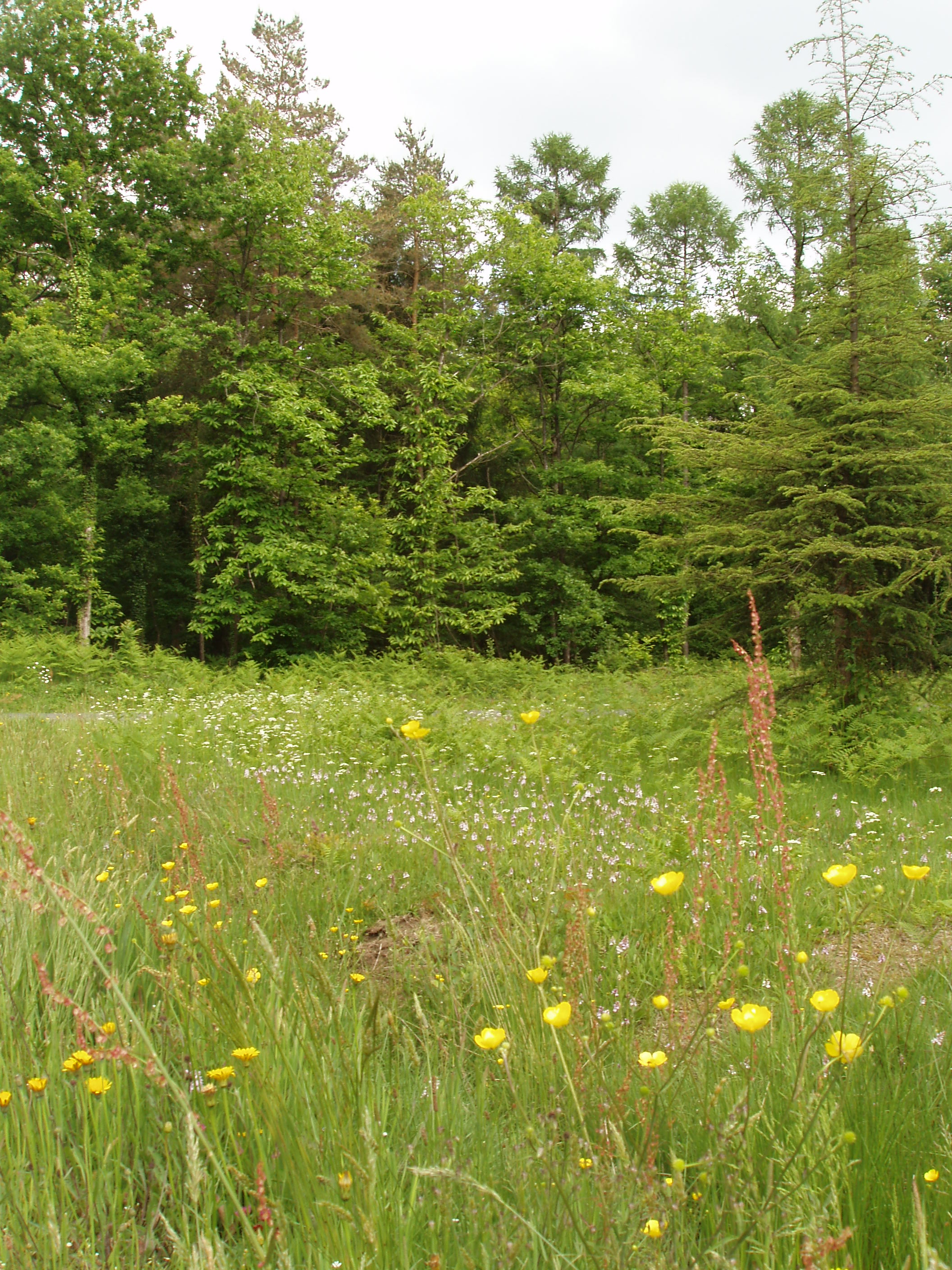
La forêt de La Guerche-de-Bretagne.

Des nécropoles mérovingiennes avérées, découvertes dans leur globalité comme à Visseiche ou n'ayant pu livrer que des vestiges isolés comme à Moutiers, mais aussi d'autres très probables comme à Rannée, existent aujourd'hui tout autour de La Guerche. Elles témoignent de l'importance de l'occupation humaine dans ce secteur, du VIe au VIIIe siècle. Les campagnes, sous influence franque, sont gagnées par la christianisation, comme le montre l'inhumation en sarcophage, avec orientation pieds vers l'est, parfois présence d'inscriptions funéraires, et même apparition de croix gravées. Après l'Antiquité, les hommes se regroupent. Le pouvoir religieux les y incite (on regroupe les vivants au travers du culte des morts), comme le pouvoir politique. C'est en effet à cette époque que les seigneurs locaux cherchent à valoriser leur territoire. Dans cette optique, ils créent par exemple l'actuelle forêt de La Guerche, en boisant des terres cultivables. Interdisant ainsi toute occupation de cet immense secteur, ils réorganisent à leur manière l'occupation de l'espace.
Au début du VIIIe siècle, les Francs implantent un vaste réseau de sites fortifiés aux limites de leur territoire. Ils auraient créé des ouvrages frontaliers pour se protéger des Bretons. Ils nomment ces sites werki, mot dont La Guerche serait dérivé.
La zone est marécageuse et plate. Elle ne se trouve pas à proximité immédiate d'une grande voie de communication (grande route ou ancienne voie romaine, rivière navigable, etc.), elle ne présente pas d'intérêt stratégique direct (contrôle d'un pont ou d'un gué) et l'activité agricole aux alentours proches est limitée (marécages, pas de vallée, ni de flanc de coteau). C'est pourquoi on n'y trouve pas de véritable trace d'occupation humaine au XIe siècle, hors site militaire. L'implantation d'un pouvoir politique au cœur de ce secteur potentiellement riche, situé sur les marches Bretagne-Anjou, renverse la situation. Une ville se crée, se développe et prospère.
La seigneurie de La Guerche s'unit dès le XIe siècle avec celle de Pouancé.

### XIesiècle
Mainguené est le premier seigneur de La Guerche, au XIe siècle. C'est un proche du duc Alain III de Bretagne. Celui-ci accorde à son vassal l'une de ses places fortes. Après avoir obtenu son nouveau domaine, Mainguené fait élever le premier « château » de La Guerche, bâti à 2 km au nord de l'église de Rannée (zone déjà occupé depuis plusieurs siècles, et paroisse dont dépend La Guerche). Une motte féodale est constituée au nord de l'actuelle rue Neuve, à la hauteur du cœur de la collégiale. Le premier bâtiment militaire qui la surmonte se limite probablement un simple donjon de bois. Ce donjon permet néanmoins la matérialisation du pouvoir du seigneur, et la militarisation de la frontière entre Vitré et Martigné-Châteaubriant.
De Mainguené, on sait aussi qu'il est le fils de Thébaud évêque marié de Rennes. En effet, à l'époque, leur famille détient la charge d'évêque, charge qu'elle se transmet de père en fils  encore quelques décennies.
Son successeur, Sylvestre de La Guerche, est vers 1060 le deuxième seigneur de La Guerche ; le duc de Bretagne Conan II fait le siège du château en 1062 et évince Sylvestre, lequel, devenu veuf, se fit prêtre et obtint lui aussi l'évêché de Rennes, en 1075. Ainsi, la famille de La Guerche se constitue une importante fortune foncière, à partir de biens épiscopaux (essentiellement sur l'actuel territoire de la commune de Rannée). Sylvestre est à l'origine de la fondation du prieuré Saint-Nicolas (dont quelques vestiges assez remaniés subsistent au nord de la rue de Rennes) qu'il donne à l'abbé de l'abbaye Saint-Melaine de Rennes. Ce dernier y installe des moines bénédictins. Le prieuré obtient aussi du seigneur divers revenus, pour l'essentiel liés aux perceptions de taxes.
Robert d'Arbrissel a-t-il participé de près ou de loin à la fondation du prieuré Saint Nicolas ? Personne ne peut le dire. Mais comment ce formidable prédicateur, nommé archiprêtre par Sylvestre lui-même, archidiacre à Rennes puis ermite, fondateur d'abbayes, aurait-il pu ignorer la seigneurie de La Guerche, sur les terres de laquelle il passa de nombreuses années ? Avant 1100, aurait été créé le prieuré de la Selle.
En 1121, le seigneur de La Guerche est Guillaume Ier, fils de Sylvestre. Celui-ci épouse Emma de Pouancé vers 1130. La seigneurie de La Guerche se lie ainsi définitivement à celles de Pouancé et de Martigné, à cheval sur la Bretagne et l'Anjou. À l'époque, le « château » (terme qui n'apparaît à La Guerche qu'en 1152) est déjà constitué de bâtiments solides, et doté d'une passerelle pour franchir le fossé de la motte. Guillaume obtient les reliques de Saint Nicolas et les place dans son monastère guerchais. En échange, il renouvelle les privilèges accordés par son père aux religieux. À cette époque, des installations ont déjà eu lieu autour du prieuré, constituant le premier faubourg (faux-bourg) à quelques centaines de mètres à l'ouest du château seigneurial.
Un acte daté de 1121 (mentionnant un litige entre le seigneur et le prieuré) fait pour la première fois mention d'un marché implanté dans le bourg des moines, et demeurant sous leur contrôle.

### La bataille du pont de Visseiche
En 1135, Conan III de Bretagne, prend Vitré et chasse le baron Robert II de son château (ses vassaux, qu'il traitait trop brutalement, s'étaient plaints au duc de sa conduite). Robert cherche vainement à se réfugier à Fougères, puis auprès du baron du Maine, puis encore au château de La Gravelle, et enfin à celui de Launay. Mais à chaque fois, le duc traite avec les protecteurs de Robert, qui n'a finalement d'autre solution que de se réfugier chez Guillaume de La Guerche. Celui-ci est le fils qu'Emme, épouse de Robert, a eu en premières noces de Juhaël de Châteaubriant.
Guillaume décide d'héberger son beau-père et sa mère, ainsi que leur fils le chevalier André, et de les protéger lui-même. Il ne cède pas aux pressions de Conan III, ce qui a pour effet de décider le duc d'assiéger La Guerche, avec l'aide de son cousin le comte d'Anjou. Nous sommes en 1143. Les troupes de Conan arrivent au pont de Visseiche et y installent leur campement. Ils attendent les hommes de Geoffroy V d'Anjou, qui sont alors entre La Selle et Moutiers.
Guillaume sent l'étau se resserrer. Avec l'appui de Thibault de Mathefelon et du seigneur de Candé, il décide d'une attaque surprise. S'étant rapproché de Visseiche en progressant par la forêt (il semble que celle-ci se prolongeait alors plus vers le nord-ouest), il attaque l'avant-garde des troupes du duc. Celle-ci défaite, le baron de La Guerche progresse jusqu'au pont, et met en déroute le reste de l'armée ennemie, capturant au passage quelques nobles vassaux du duc, ainsi que l'évêque de Rennes Alain. Conan se replie sur Vitré, puis sur Rennes. Geoffroy V d'Anjou regagne sa province, après une étape à Châteaubriant. L'année suivante, Robert réussit à reprendre son château, et fait ensuite la paix avec son suzerain.

### XIIeetXIIIesiècles
À la mort de Guillaume Ier, son fils Guillaume II est obligé de confirmer les privilèges accordés au prieuré. Il concède aussi aux hommes des moines un droit d'étalage. Désormais, les gens du faux-bourg Saint-Nicolas, au même titre que les marchands installés là depuis des années, pourront vendre sur leur marché des produits issus des terres du prieuré. La foire du faubourg est alors en plein essor, la proximité de contrées comme l'Anjou ou le Maine favorisant les échanges économiques. Guillaume II qui entreprend en 1156 un pèlerinage en Terre Sainte, devient le sénéchal de l'ordre du Temple et est sans doute à l'origine de l'implantation du siège d'une des plus puissantes commanderies templières de Bretagne dans sa cité.
En 1173, Henri II Plantagenêt fait incendier le château de La Guerche pour punir Geoffroy Ier de la Guerche d'avoir participé à une révolte contre son autorité. Sous son fils Guillaume III (mort en 1223) le marché créé sous l'autorité du seigneur connaît une expansion sensible, tandis qu'on assiste au déclin de son concurrent, celui des moines, ce dernier disparaissant finalement. À cette époque existent déjà des halles, sur l'actuelle place du Général-de-Gaulle. Celles-ci abritent les marchés et tiennent lieu de salle de justice pour le seigneur. En 1197, Guillaume III se rallie aux barons et seigneurs bretons et participe à la prise du mont Saint-Michel, pour venger l'assassinat d'Arthur de Bretagne par Jean sans Terre.
C'est Guillaume III de la Guerche qui institue en 1206 un collège de douze chanoines. Il les dote de revenus précis, et leur fait construire une église à proximité de son château (alors bâtiment de pierre, protégé d'une enceinte de murs et de tours, et où se tient sa cour, dans des bâtiments d'habitation) et de son bourg neuf (déjà protégé de douves). Il nous reste de cette première collégiale la base de la tour-clocher située au sud-est de l'édifice. Guillaume III fonde aussi, en 1219, le prieuré de la Trinité.
En 1222, Amaury de Craon prend La Guerche et son château à Guillaume III. Mais l'Angevin est fait prisonnier par le duc de Bretagne l'année suivante. Guillaume peut donc reprendre possession de sa ville en 1223, pour mourir le 4 septembre de la même année. Il avait dû constituer pour sa fille Thomasse de La Guerche, une dot considérable (comprenant une grande partie des terres de sa baronnie) afin de marier celle-ci au seigneur André III de Vitré, avec qui il avait signé un traité de paix. Vers 1257, Thomasse veuve se remarie avec Guy VII de Laval, gendre et héritier de son premier époux.
À cette époque, les seigneurs de La Guerche (avec ceux de Châteaugiron, Vitré et Aubigné), ont le privilège de porter la chaire de l'évêque de Rennes lors de sa première entrée dans la cathédrale. La Guerche, qui n'est toujours qu'une paroisse de la commune de Rannée, est une ville en plein essor. Son importance grandissant, il reviendra à Geoffroy II, fils de Guillaume III, de faire élever les remparts définitifs de la ville.
Geoffroy II (mort en 1259), ayant perdu ses deux fils, la seigneurie de La Guerche revient toutefois à Jeanne épouse de Jean de Brienne vicomte de Beaumont-au-Maine. C'est le début du déclin de la seigneurie de La Guerche qui, de démantèlement en revente ou en héritage, connaîtra au total une trentaine de seigneurs de sa création à la Révolution française.
La Guerche devient possession de Bertrand Du Guesclin en 1379, et bascule dans le camp français. Une garnison de cent hommes d'armes et chevaliers est alors en poste dans la ville. Cette dernière est une cité importante, ayant droit de députation aux États provinciaux (et bénéficiant donc de privilèges fiscaux et politiques). À la mort du connétable (1380), son frère Olivier Du Guesclin hérite de la seigneurie et la vend en 1390 37 000 francs or au duc Jean IV de Bretagne. La Guerche réintègre sa place dans la ligne de défense de la frontière. Jean IV donne en 1396 la seigneurie comme dote à sa fille Marie lorsqu'elle épouse Jean Ier d'Alençon tué à la bataille d'Azincourt en 1415. En 1443, La Guerche est prise par les Anglais après un siège de la ville, qui n'est plus défendue que par sa noblesse (il n'y a plus de troupes). Le château n'a plus aucune valeur défensive. Les assaillants brûlent les archives de la collégiale.

### Les Templiers et les Hospitaliers
Une importante commanderie de l'ordre du Temple est citée dans un acte de 1245 Les Templiers s'implantent dans la paroisse de Rannée, aux portes de la ville de La Guerche (il subsiste aujourd'hui le manoir du Temple, résidence du commandeur qui a été restaurée). Au XIVe siècle, après la chute des Templiers, succèdent les Hospitaliers de l'ordre de Saint-Jean de Jérusalem qui créent une grande commanderie composée du Temple de la Guerche et de l'hôpital Saint-Jean. Un petit château du XIXe siècle se trouve maintenant à proximité de l'emplacement de cette commanderie, dont quelques vestiges subsistent (domaine privé, route de Laval).

### Temps modernes

#### Renaissance
En 1472, Louis XI, en conflit avec le duc François II de Bretagne à la suite de la mort de Charles de France, s'installe à La Roë, assiège et prend La Guerche le 20 juillet, et y séjourne jusqu'au 11 août avec 5 000 soldats. Car, secrètement conseillé par Charles le Téméraire, François II voulait attaquer le royaume de France. Finalement, le roi réussit à empêcher l'attaque du duc, et se déplace vers les Ponts-de-Cé afin de contrôler ceux qui passaient entre le royaume et la Bretagne. Charles VIII, fils de Louis XI, assiégera aussi La Guerche pendant les guerres de Bretagne.
En 1526, le château de La Guerche n'existe plus en tant que tel. Très tôt, les seigneurs de La Guerche-Pouancé lui avaient préféré le château de Pouancé, construit en pierre sur le rebord d'un plateau surplombant un étang. Attaqué, ce dernier s'avérait bien plus résistant et facile à défendre que celui de La Guerche, et devint logiquement la place forte de la famille. Les différents assauts et le travail du temps auront raison du château de La Guerche qui, au XVIe siècle, n'est plus que ruines sur sa motte.Vers 1520, Charles IV d'Alençon fait agrandir la nef et élever l'actuel collatéral sud de la collégiale.

#### Guerres de religion
L'année 1563 est marquée par la famine. 400 à 500 soldats huguenots de M. de Rohan, qui stationnent chez la dame Bertranne de la Vannerye (manoir de la Vannerie), pillent et saccagent les églises de Rannée et de La Guerche.
Pendant les guerres de religion, l'enceinte de la ville est partiellement détruite. En 1591, pendant les Guerres de la Ligue, « Champeaux, Châtillon, Izé, Étrelles, La Guerche, Domagné, Châteaugiron furent dévastés par les marches et collision [combats] des deux partis ». Le 25 février 1591, les Ligueurs, sous la conduite du capitaine Mascardrye, pillent La Guerche. S'en retournant en direction de Rennes, ils sont attaqués et battus par Monsieur de la Frosse aux Onglées à Visseiche.
Au XVIe siècle, l'hôpital Saint-Jean existe à son emplacement actuel (mais les bâtiments se trouvaient plus en bordure de route). Il a néanmoins peut-être été fondé bien plus tôt (XIIe ou XIIIe siècle). Au XVIIIe siècle, il est tenu par la congrégation des Filles de la Sagesse.
À la fin du XVIe siècle, La Guerche est assiégée par 2 500 Anglais et soldats royaux. Menaçant la ville de leur artillerie, ils obtiennent la reddition des troupes du duc de Mercœur (400 soldats), pourtant appuyés de l'extérieur par des troupes catholiques espagnoles. À l'issue de cet épisode, un octroi est levé par la ville afin de financer le relèvement des murailles, sur demande des notables locaux.

#### XVIIeetXVIIIesiècles
Aux XVIIe et XVIIIe siècles, la chapelle du prieuré Saint-Nicolas est remaniée. On l'ampute du chœur, et on reconstruit un chevet plat. Au début de 1626, l'épidémie de peste qui sévira en Bretagne dix ans durant, atteint La Guerche. La population est largement touchée, au point que l'on voit l'herbe pousser dans les rues. Tous les malades sont portés à proximité du prieuré Saint-Nicolas (en dehors de la ville). Là, ils sont « soignés » entre autres par le fermier du prieuré, René Guyot, qui aura la chance de ne jamais être atteint par le fléau. L'épidémie prend fin en 1632.

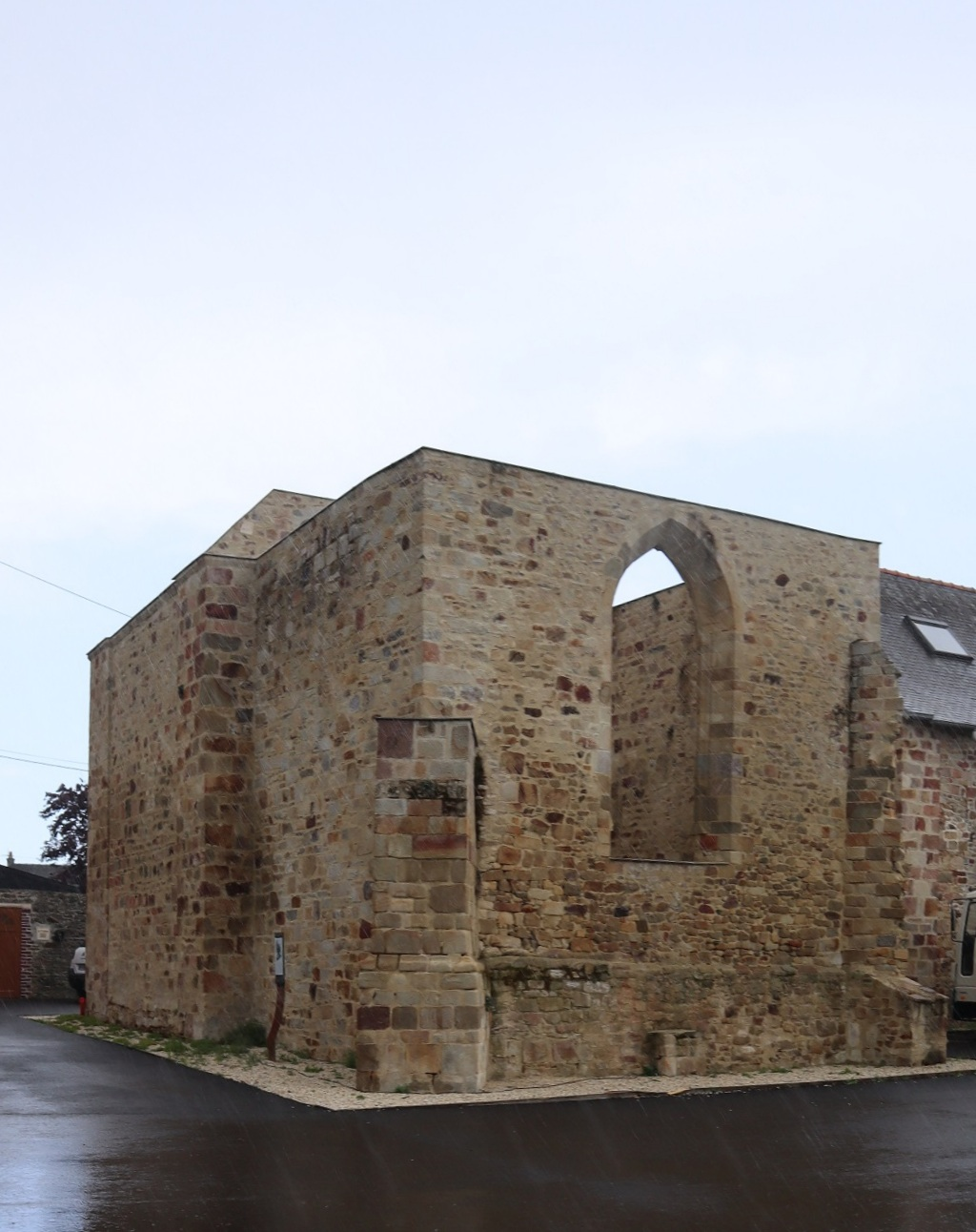
Chapelle Saint-Nicolas.

Au XVIIe siècle, outre le commerce, le négoce des toiles, dites "canevas", principalement des toiles de voiles et des sacs d'emballage, est florissant dans toute la région comprise entre La Guerche, Vitré et Rennes. Dans la campagne autour de La Guerche, on cultive le lin (plus que le chanvre), pour fournir en matières premières l'industrie locale du filage et du tissage. Un bureau des marques (apposées obligatoirement sur les toiles de marine) existe même à La Guerche de 1739 à la Révolution. La ville, comme beaucoup d'autres dans la région (comme Vitré, par où transitait l'essentiel de la production) saura récolter les fruits de cet essor économique, en dépit de la concurrence des "noyales" (produites dans la région de Noyal-sur-Vilaine), des "Bretagnes" (produites dans la région de Quintin, Uzel et Loudéac), des "crées" du Léon et des "olonnes" de Locronan. Anciennes demeures de commerçants, les maisons à porches et colombages qui subsistent en centre ville témoignent de cette époque prospère.
La Révolte du papier timbré entraîne la présence de nombreux soldats chargés de la répression, menée par le duc de Chaulnes, en Bretagne. Ceux-ci commettent de nombreux excès, y compris à La Guerche ; Madame de Sévigné s'en émeut :

« Les soldats vivent, ma foi, comme dans un pays de conquête. (...) Venons-en aux malheurs de cette province : tout y est plein de gens de guerre (...) Il en passe beaucoup à La Guerche et il s'en écarte qui vont chez les paysans, les volent et les dépouillent. (...). »

La ville se donne comme blason trois léopards d'or (jaunes) sur fond de gueule (rouge), rajoutant ainsi un léopard au blason des seigneurs de La Guerche. Les fortifications de la ville sont complétées. Les remparts, doublés à l'extérieur de douves (comblées au XVIIIe siècle), sont percés de quatre portes qui ouvrent l'intra-muros sur l'extérieur :
- la porte de la Chartre vers le nord ;
- la porte d'Anjou vers le sud-est ;
- la porte de Rannée (ou de Nantes, ou de la chaussée) vers le sud ;
- la porte Saint-Nicolas vers l'ouest.

À ces portes, il faut ajouter une poterne, la porte Garnière, au niveau de l'actuelle entrée de la rue Notre-Dame. Un collège est probablement créé à cette époque, rue de la Chartre. Le clocher de la collégiale, situé au sud-est de l'édifice, s'écroule en 1705. Il est remplacé par un simple clocher bas.
En 1739, les restes du château sont abattus et servent à bâtir l'Auditoire l'année suivante. Siège de la communauté de la ville, il est accolé au côté sud des Halles (qui occupaient l'actuelle place du Général-de-Gaulle). En 1784, la porte de la Chartre qui est en ruine après l'hiver, et qui avait partiellement brûlé cinquante ans plus tôt, est démolie.

### Révolution et Premier Empire
En 1789, le pays de La Guerche est plutôt riche. Désireux de s'affranchir de leur condition vis-à-vis des nobles et riches propriétaires, et ainsi de pouvoir bénéficier du progrès social, les habitants du district adhèrent précocement à la Révolution. Une grande commune de La Guerche est créée, à laquelle est rattachée l'ensemble de l'ancienne paroisse de Rannée (dont dépendait La Guerche depuis sa création).
La collégiale est d'abord utilisée comme salle de délibération pour la municipalité, puis comme magasin à fourrages. Vendu comme bien national, le prieuré Saint-Nicolas, qui comprenait une maison, une chapelle, cour, verger, jardin, terres et prés, est attribué le 8 février 1791 à François Marie Leclerc de la Herverie, avocat et juge de paix à Piré, demeurant rue d'Anjou à La Guerche. Après avoir été située rue de la Chartre, la prison est transférée à l'extrémité sud de la rue de Nantes (ex rue de Rannée), côté est (chiffres impairs). Enfin, les principales rues de la ville sont rebaptisées. L'hôpital, jusqu'alors tenu par des religieuses, est abandonné.
En mars 1793, les Guerchais refusent de participer à la Levée en masse. L'ordre est rétabli sans trop de heurts par l'intervention de gardes nationaux venus de Vitré (ceux de La Guerche n'ayant pas voulu intervenir). En réaction à la politique antireligieuse décidée par la Convention, la chouannerie se développe aux alentours de La Guerche. « Les districts de Vitré, Fougères et La Guerche restent en grande partie gangrenés, (…) la chouannerie est la maladie (…) du pays, et quoiqu'il n'y ait pas de grands rassemblements, (...) là où il y a un homme, il y a un Chouan de fait ou d'intention. Les patriotes y sont dans une excessive minorité » écrivent les représentants en mission Dubois-Crancé, Alquier et René François-Primaudière.
Le général Vachot écrit le 3 juin 1794 au Comité de salut public de Segré : « J'ai exterminé et presque entièrement détruit les Chouans qui ravageaient les districts de Broons, Saint-Méen, Montfort, Châteaubourg, Vitré, La Guerche, etc. ».
En 1795, les Bleus du district sont cernés par les Blancs des districts alentour. Aux attaques de villages des Chouans, les gardes nationaux répliquent par des pillages. En 1799, le calme revient sur l'ensemble du secteur. La Guerche a été relativement épargnée.
L'adhésion d'une majorité de la population aux avancées de la Révolution française, surtout après la fin de la Terreur, est cependant visible dans les fêtes révolutionnaires, dont notamment celle célébrant l'anniversaire de l'exécution de Louis XVI, accompagnée d'un serment de haine à la royauté et à l'anarchie, fêtée à partir de 1795. La fondation de la Ire République est aussi fêtée tous les ans.

### XIXesiècle

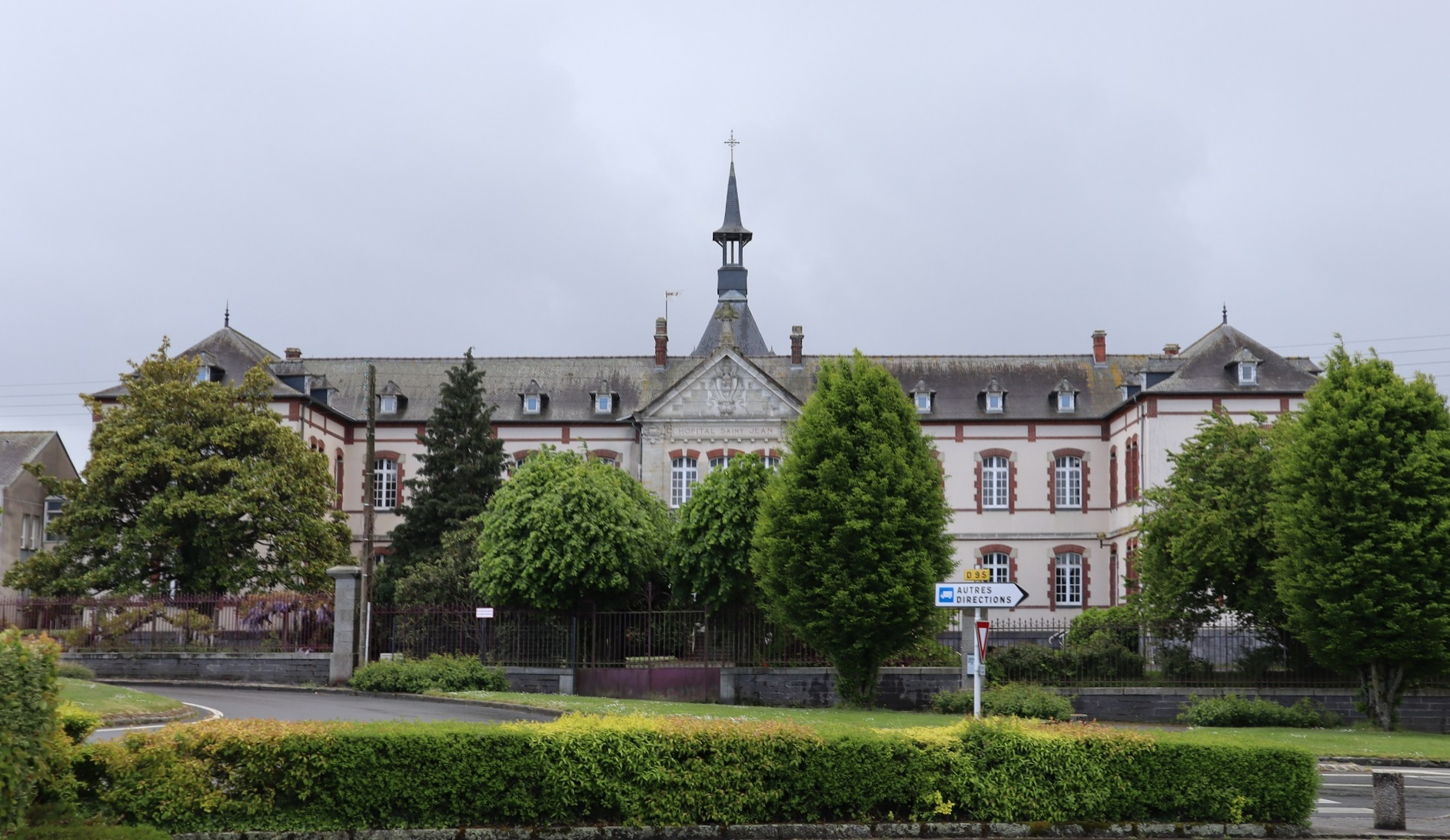
Centre hospitalier Saint-Jean.

En 1806, l'hôpital reprend son activité avec du personnel laïc. Au début du XIXe siècle, les halles de la ville, qui recouvraient la quasi-totalité de l'actuelle place du Général-de-Gaulle, sont presque complètement rasées. En 1839, sur une partie de leur emplacement, on construit un hôtel de ville (actuellement le centre culturel la Salorge). Les dernières travées, appuyées au mur nord de l'édifice, seront démolies après la Première Guerre mondiale. Pour ouvrir le cœur de la cité vers l'extérieur, quelques rues nouvelles sont percées. On les retrouve facilement, rectilignes et bordées de bâtiments récents (exemple typique: la rue Du Guesclin).
Lalaisse a dessiné en 1850 une « poupette », coiffe traditionnelle des femmes du pays guerchais montée, comme la catiole, sur un serre-tête ; ses ailes, repliées initialement, furent par la suite relevées, puis s'atrophièrent. Poupette et catiole reculèrent vers la fin du XIXe siècle devant la mode de la « polka » à mentonnière, un bonnet plus commode à repasser et à poser.
En 1860, l'instituteur de La Guerche, un normalien, écrit qu'à l'école l'on sent « des exhalaisons très gênantes (...), les enfants de la campagne sont presque tous habillés de peaux de chèvres pendant une grande partie de l'année ». Il écrit aussi : « Les deux écoles sont comme deux camps dont les feux ne s'ëteignent jamais. Chaque école a son drapeau autour duquel viennent résolument se ranger d'une part les amis du progrès et des institutions nouvelles, de l'autre le vieux parti rétrograde qui rêve un vieux passé impossible ».
En 1870, l'hôpital accueille la première religieuse de la congrégation des Filles de la Charité de Saint Vincent de Paul. Entre 1879 et 1881, le chemin de fer arrive à La Guerche. En 1859, on construit le collatéral nord de la collégiale. De 1869 à 1873, on élève la tour ouest (clocher-porche) de la collégiale. Inspirée des flèches finistériennes, elle remplace un modeste campanile élevé au sommet du pignon, modifiant largement l'ensemble de la façade du bâtiment.
En 1875, un asile pour enfants pauvres (petite école de la charité) est construit sur des terrains à l'ouest du Grand Mail. Racheté en 1902 par la ville qui en confie la charge à des enseignants laïques, c'est aujourd'hui l'école maternelle publique Sonia-Delaunay. En 1883, les vestiges du tombeau de Guillaume III de La Guerche sont restaurés et placés dans le mur nord du cœur de la collégiale. Ce tombeau était à l'origine visible dans le chœur de l'église, mais se détériorait avec le temps. Il avait donc été totalement enfoui.
En 1890, le nom de la commune de La Guerche est modifié en La Guerche-de-Bretagne. 		
La première école publique des filles s'installe avenue de la Gare (du Général-Leclerc) en 1895-1896. L'école publique des garçons existe alors déjà (rue de la Chartre). En 1900, La Guerche se sépare définitivement de Rannée, qui redevient commune à part entière. La Guerche perd ainsi plus de 80 % de son territoire communal. La légende veut que la municipalité de la Guerche accepte cette séparation afin d'économiser le budget lié à l'entretien des voiries rurales du secteur rannéen, très vaste. Désormais, l'espace agro-sylvicole de la nouvelle commune de La Guerche-de-Bretagne se réduit considérablement (il reste un peu de campagne à l'ouest, très peu à l'est, quasiment pas au nord ni au sud, et aucune forêt). La ville occupe une surface importante de son petit territoire communal.

« À La Guerche, il y avait un bataillon scolaire. Ils l'avaient habillé en petits marins et ils chantaient des chants patriotiques. Quand les bataillons scolaires se sont formés, c'était avec cet esprit de revanche (...). Ce sont les vieux qui voulaient inculquer aux enfants cette idée de revanche, de reprendre l'Alsace et la Lorraine. Çà revenait toujours dans les chants. »

### LeXXesiècle

#### LaBelle Époque
Entre 1900 et 1904, la construction du nouvel hôpital est réalisée sur l'enceinte de l'ancien hôpital Saint-Jean dont il conserve le nom. Quelques vestiges des anciens bâtiments subsisteront en bordure de route encore quelques décennies.
En 1904, la commune rachète les bâtiments scolaires des Frères des écoles de Ploërmel (avenue de la République) à la suite des lois de séparation des biens des Églises et de l'État. La gendarmerie y trouvera désormais sa place au centre et les écoles primaires publiques dans chaque aile (garçons à droite et filles à gauche). Vers 1906-1910, l'électricité arrive dans la commune.
La ligne de tramway allant de Rennes à La Guerche en passant par Châteaugiron, Piré-sur-Seiche, Louvigné-de-Bais et Bais, fut mise en service en juin 1904. La ligne ferma en 1947.

#### L'Entre-deux-guerres
Après la Première Guerre mondiale, les dernières travées des halles, adossées au côté nord de l'actuelle Salorge, sont détruites. Vers 1930, construction de la clinique rue du Four (actuellement lycée hôtelier).
À la Guerche se tenait chaque mardi un marché d'importance, avec tous les produits possibles du terroir, les volailles, les porcelets, etc. Des foires étaient organisées les premiers mardi d'avril et de juillet où étaient présentées toutes les espèces commercialisables des animaux d'élevage de la région. Mais les foires les plus grandioses étaient les foires d'Angevine qui se tenaient les trois premiers mardis de septembre. « Pour simplifier, on disait que la première était celle des patrons, la seconde celle des valets et des seconds et la troisième celle des pâtous ou bitrous [pâtres, gardiens de troupeaux]. En réalité la 1re et la 3e étaient essentiellement des foires aux poulains (...). [La] deuxième foire de septembre, dite d'Angevine, était (...) avant tout une foire largement agrémentée d'une fête, (fête foraine, bals) Si La Guerche est si célèbre pour ses foires et marchés, c'est sans aucun doute parce que cette petite ville se trouve située aux confins de quatre départements, inscrits dans trois régions historiques différentes [ Bretagne, Maine, Anjou ], donc sources d'échanges commerciaux ». Si les foires angevines sont disparues au début des années 2000, le marché hebdomadaire du mardi existe toujours avec son apogée pendant la période estivale (juillet et août).

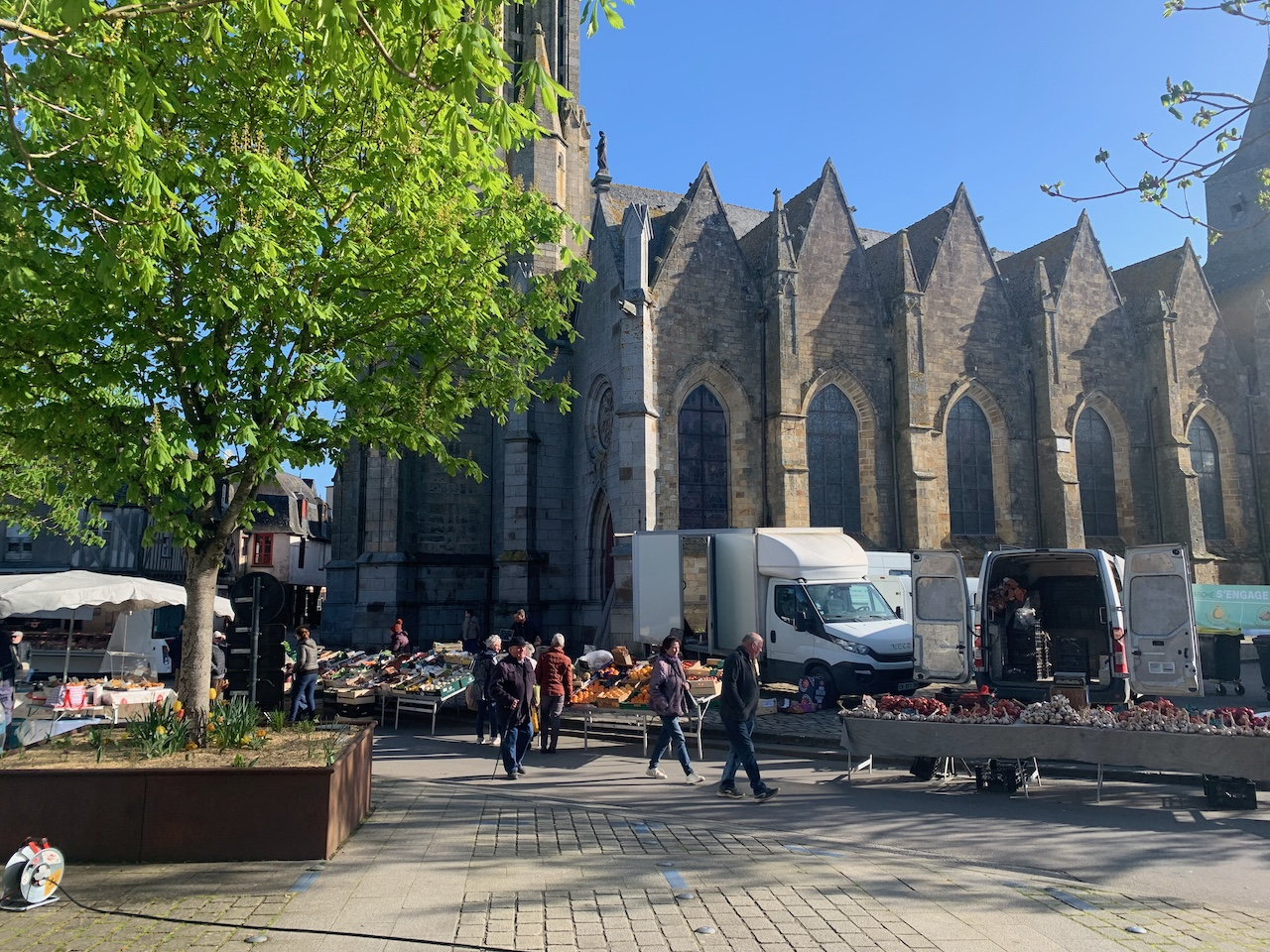
Le marché hebdomadaire du mardi à La Guerche

#### La Seconde Guerre mondiale et la Shoah
Au début de la guerre, David et Chana Przybysz fuient Paris avec leurs deux jeunes enfants, ils s'installent à La Guerche, rue Neuve y retrouvant Motel et Gitta Rotbart, leurs cousins.
Avec Motel et Gitta Rotbart, David sera déporté lors de la rafle du 16 juillet 1942. Son épouse, Chana, restera seule avec ses deux enfants Charles et Hélène. Elle est enceinte, quelques jours plus tard, naîtra Dolly Przybysz. Une nouvelle rafle, en septembre 1943, emportera Chana Przybysz avec deux de ses enfants Charles (13 ans) et Hèlène (10 ans). Dolly âgée de 11 mois sera sauvée par 
M. et Mme Ubeda, des parisiens réfugiés à La Guerche, qui la recueilleront et l'adopteront, plus tard.(source: archives départementales 35 - annexe 6 - Liste donnée le 28 octobre 1942 par le chef SS Heerdt)
Le lycée de filles de Rennes fut évacué à La Guerche-de-Bretagne pendant la Seconde Guerre mondiale.
Le 26 septembre 1943 un incident grave opposa quatre soldats allemands avec un membre du personnel bénévole du cinéma de l'union Philharmonique de La Guerche. La salle fut évacuée manu militari, et un soldat allemand tira un coup de feu en direction du balcon, tuant Germaine Calleteau, 28 ans, mère de quatre enfants. ». Des milliers de personnes assistèrent à l'enterrement de la victime. Le lendemain matin, Henri Platier, le caissier bénévole du cinéma est arrêté à son domicile, il a été conduit aussitôt à la prison Jacques Cartier de Rennes. C'était le 27 septembre 1943. Mme Platier n'a jamais pu le revoir, ni à La Guerche, ni à Rennes. Elle a seulement appris à la Kommandantur que de graves accusations avaient été portées contre lui.Il est resté environ deux mois et demi à Rennes, et après avoir transité par Compiègne, il est arrivé à Dora-Buchenwald le 14 décembre 1943.Aucune précision n'a été donnée sur les circonstances de son décès qui se situerait le 26 février ou le 4 mars 1944. En 2020, une place de la ville porte le nom d'Henri Platier et une rue celui de Germaine Calleteau.
Le 7 août 1944, la 2e DB passe à quelques kilomètres de La Guerche. Le général Leclerc stationne à Domalain pour la nuit. L'un de ses officiers, le capitaine Lebec (originaire de La Guerche où il était teinturier place Du Guesclin), vient recruter parmi les jeunes de sa ville. Le 13 août, vingt-sept volontaires rejoindront les troupes du libérateur de Paris, et suivront sa progression jusqu'à la fin de la guerre. Trois d'entre eux ne rentreront pas.

#### L'après Seconde Guerre mondiale
À l'issue de la Seconde Guerre mondiale, le tramway reliant La Guerche à Rennes est démantelé. Au sud-est de la ville, le lavoir du pont d'Anjou (vestige des douves) est comblé, au nord, le ruisseau Bigosier est canalisé et son pont, au débouché de la rue de la Chartre, supprimé. En 1972, après avoir été désaffectée, la gare SNCF est démolie. Puis, en 1975, le bâtiment de la gendarmerie est abattu et un bâtiment neuf est construit plus en retrait.
En 1993, est créée de la communauté de communes du Pays Guerchais, regroupant outre La Guerche-de-Bretagne, les communes d'Availles-sur-Seiche, Drouges, Moulins, Moussé, Moutiers, La Selle-Guerchaise et Visseiche, soit 7 260 habitants. Plusieurs communes du canton de La Guerche-de-Bretagne (dont certaines parmi les plus peuplées, comme Bais, voire limitrophes de La Guerche, comme Rannée) ont préféré finaliser un projet antérieur, en intégrant la Roche aux Fées Communauté (avec les communes des cantons de Retiers et de Janzé).
Si La Guerche-de-Bretagne reste en soi un important pôle d'attraction rural, la communauté de communes de La Guerche est naturellement tournée vers Vitré (15 324 habitants), ville située à 22 km au nord et dont le territoire regroupe 90 000 habitants, et du même coup vers la ligne SNCF (gare TGV de Vitré sur la ligne Rennes-Paris), et la route à 2 x 2 voies reliant Rennes à Paris via La Gravelle (autoroute A 81) et Le Mans (A 11), l'échangeur d'Étrelles étant situé à 15 km de La Guerche. L'ensemble de la communauté de communes du Pays guerchais, ainsi que les communes de Bais et Rannée, rejoignent d'ailleurs Vitré Communauté le 1er janvier 2014.
Le bassin de La Guerche-de-Bretagne se développe aussi directement en lien avec le bassin de Rennes (le pays guerchais faisant partie de la « troisième couronne rennaise »), mais aussi de Laval (Mayenne) et Châteaubriant (Loire-Atlantique).

## Politique et administration

### Liste des maires
| Période                                  | Période         | Identité                     | Étiquette        | Qualité |
| ---------------------------------------- | --------------- | ---------------------------- | ---------------- | --- |
| Les données manquantes sont à compléter. |                 |                              |                  | |
| 1870                                     | ?               | Arthur Guyot                 |                  | |
| Les données manquantes sont à compléter. |                 |                              |                  | |
| ca. 1900                                 |                 | M. Dousset                   |                  | Médecin |
| 1908                                     | 12 octobre 1926 | Richard Bon (1858-1926)      | Rép.G            | Ancien directeur d'école, juge de paix Décédé en fonction |
| 28 novembre 1926                         | septembre 1944  | Charles Vallée               | Républicain      | Docteur en médecine Décédé en fonction |
| octobre 1944                             | 21 janvier 1945 | Raymond Baron-Renault        |                  | Médecin, premier adjoint faisant fonction de maire |
| 21 janvier 1945                          | 25 mars 1977    | Henri Lassourd (1902-1978)   | RGR puis UDR     | Vétérinaire, maire honoraire (1977) Député d'Ille-et-Vilaine (3e circ.) (1968 → 1973) Conseiller général de La Guerche-de-Bretagne (1951 → 1973) Vice-président du conseil général d'Ille-et-Vilaine                                                                           |
| 25 mars 1977                             | 17 mars 1989    | Emmanuel Pontais (1929-2006) | DVD puis UDF-CDS | Médecin hospitalier, ancien adjoint au maire (1968 → 1971) Conseiller régional de Bretagne (1978 → 1992) Conseiller général de La Guerche-de-Bretagne (1973 → 1988) |
| 17 mars 1989                             | 28 août 2003    | Patrick Lassourd (1942-2003) | RPR puis UMP     | Vétérinaire Sénateur d'Ille-et-Vilaine (1998 → 2003) Conseiller général de La Guerche-de-Bretagne (1988 → 2001) Vice-président du conseil général d'Ille-et-Vilaine (1997 → 2001) Président de la CC du Pays guerchais (1994 → 2003) Réélu en 1995 et 2001, décédé en fonction |
| 15 septembre 2003                        | 25 mai 2020     | Pierre Després (1958- )      | UMP → LR         | Agriculteur Conseiller général de La Guerche-de-Bretagne (2008 → 2015) Président de la CC du Pays guerchais (2003 → 2013) 4e vice-président de Vitré Communauté (2014 → 2020) Réélu en 2008 et 2014                                                                            |
| 25 mai 2020                              | En cours        | Élisabeth Guiheneux (1957- ) | DVC              | Retraitée de l'artisanat, ancienne première adjointe 2e vice-présidente de Vitré Communauté (2020 → ) |

### Jumelages
- Brome (Allemagne) depuis 1983
- Książ Wielkopolski (Pologne) depuis 1998

## Population et société

### Démographie

#### Évolution démographique
L'évolution du nombre d'habitants est connue à travers les recensements de la population effectués dans la commune depuis 1793. Pour les communes de moins de 10 000 habitants, une enquête de recensement portant sur toute la population est réalisée tous les cinq ans, les populations de référence des années intermédiaires étant quant à elles estimées par interpolation ou extrapolation. Pour la commune, le premier recensement exhaustif entrant dans le cadre du nouveau dispositif a été réalisé en 2007.

En 2022, la commune comptait 4 450 habitants, en évolution de +4,41 % par rapport à 2016 (Ille-et-Vilaine : +5,46 %, France hors Mayotte : +2,11 %).
| 1793  | 1800  | 1806  | 1821  | 1831  | 1836  | 1841  | 1846  | 1851  |
| ----- | ----- | ----- | ----- | ----- | ----- | ----- | ----- | ----- |
| 4 150 | 3 578 | 3 831 | 3 981 | 4 219 | 4 475 | 4 412 | 4 573 | 4 623 |

| 1856  | 1861  | 1866  | 1872  | 1876  | 1881  | 1886  | 1891  | 1896  |
| ----- | ----- | ----- | ----- | ----- | ----- | ----- | ----- | ----- |
| 4 547 | 4 678 | 4 603 | 4 666 | 4 813 | 4 979 | 4 877 | 4 933 | 4 665 |

| 1901  | 1906  | 1911  | 1921  | 1926  | 1931  | 1936  | 1946  | 1954  |
| ----- | ----- | ----- | ----- | ----- | ----- | ----- | ----- | ----- |
| 3 136 | 3 151 | 3 111 | 3 008 | 3 099 | 3 146 | 3 108 | 3 206 | 2 964 |

| 1962  | 1968  | 1975  | 1982  | 1990  | 1999  | 2006  | 2007  | 2012  |
| ----- | ----- | ----- | ----- | ----- | ----- | ----- | ----- | ----- |
| 3 101 | 3 422 | 3 742 | 4 055 | 4 123 | 4 095 | 4 155 | 4 163 | 4 273 |

| 2017  | 2022  | - | - | - | - | - | - | - |
| ----- | ----- | - | - | - | - | - | - | - |
| 4 243 | 4 450 | - | - | - | - | - | - | - |

#### Pyramide des âges
La population de la commune est sensiblement plus âgée que celle du département. En 2021, le taux de personnes d'un âge inférieur à 30 ans s'élève à 31,5 %, soit un taux inférieur à la moyenne départementale (37,9 %). Le taux de personnes d'un âge supérieur à 60 ans (37,4 %) est supérieur au taux départemental (23,9 %).
En 2021, la commune comptait 2 062 hommes pour 2 285 femmes, soit un taux de 52,56 % de femmes, supérieur au taux départemental (51,18 %).
Les pyramides des âges de la commune et du département s'établissent comme suit :
| Hommes | Classe d’âge | Femmes |
| ------ | ------------ | ------ |
| 1,5    | 90 ou +      | 5,2    |
| 13     | 75-89 ans    | 17,6   |
| 17,7   | 60-74 ans    | 19,3   |
| 19,1   | 45-59 ans    | 16,8   |
| 14,7   | 30-44 ans    | 11,8   |
| 18     | 15-29 ans    | 15     |
| 15,9   | 0-14 ans     | 14,3   |

| Hommes | Classe d’âge | Femmes |
| ------ | ------------ | ------ |
| 0,7    | 90 ou +      | 1,8    |
| 6,3    | 75-89 ans    | 8,7    |
| 14,5   | 60-74 ans    | 15,6   |
| 19,6   | 45-59 ans    | 18,8   |
| 19,5   | 30-44 ans    | 18,7   |
| 20,2   | 15-29 ans    | 19     |
| 19,1   | 0-14 ans     | 17,4   |

#### Immigration - Étrangers
En 2021, le nombre d'immigrés était de 483, soit 11,11 % de la population, dont 52 % d'hommes et 48 % de femmes. Le nombre d'étrangers était de 514, soit 11,82 %, dont également 52 % d'hommes et 48 % de femmes.

### Sports et loisirs
Le club de baseball des Hawks de La Guerche de Bretagne évolue parmi l'élite depuis 2004. Champions de Bretagne 2019. Champions de France senior en division 3 en 2019.
Le Racing Club Rannée-La Guerche-Drouges, créé en 1992, fait évoluer deux équipes de football en ligue de Bretagne et deux autres en divisions de district.
Le club de basket des Korrigans a pour parrain Elliot Anderson, ancien joueur de NBA.

## Économie
- Gâtines viandes, une filiale du groupe Les Mousquetaires (abattage des porcs et activité charcutière ; près de 500 salariés en 2024).

## Culture locale et patrimoine

### Lieux et monuments
La commune compte dix monuments historiques et trois bâtiments inventoriés parmi lesquels :
- la basilique Notre-Dame, ancienne chapelle castrale des seigneurs de La Guerche puis collégiale, fondée en 1206 par Guillaume II, seigneur de La Guerche. Douze chanoines devaient y prier jour et nuit pour le salut de l'âme de ce dernier et de ses proches. En échange, ils pouvaient prélever la dîme, cultiver la vigne et utiliser le bois de la forêt pour leur chauffage. Essentiellement romane et gothique, elle a été classée monument historique par arrêté du 15 novembre 1913[73]. Elle renferme des vitraux et des stalles également classés ;
- neuf maisons anciennes à porche et colombages. Ces maisons à pans de bois sur porche témoignent de la prospérité des marchands de La Guerche aux XVIe et XVIIe siècles, enrichis grâce au commerce des toiles de chanvre.

Autres monuments :
- chapelle Saint-Nicolas, vestiges du prieuré  Saint Nicolas, dépendant de l'abbaye Saint-Melaine de Rennes ;
- vestige de la commanderie de La Guerche (ordre des Templiers) ;
- manoirs ;
- le chêne de la Vierge sur la route de Fontaine-Couverte est un arbre recouvert de statues de Vierge, ex-voto et croix[74] ;
- la Maison Hunault.

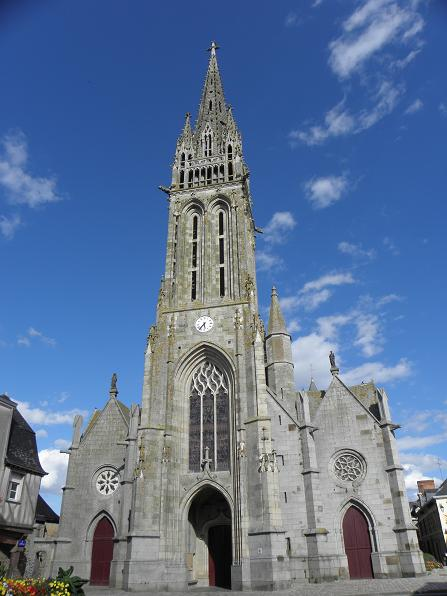
La basilique Notre-Dame.
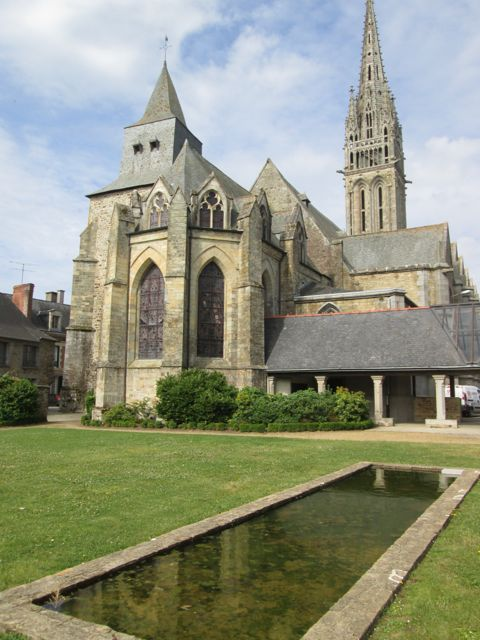
Basilique de La Guerche (vue des jardins de l'hôtel de ville).
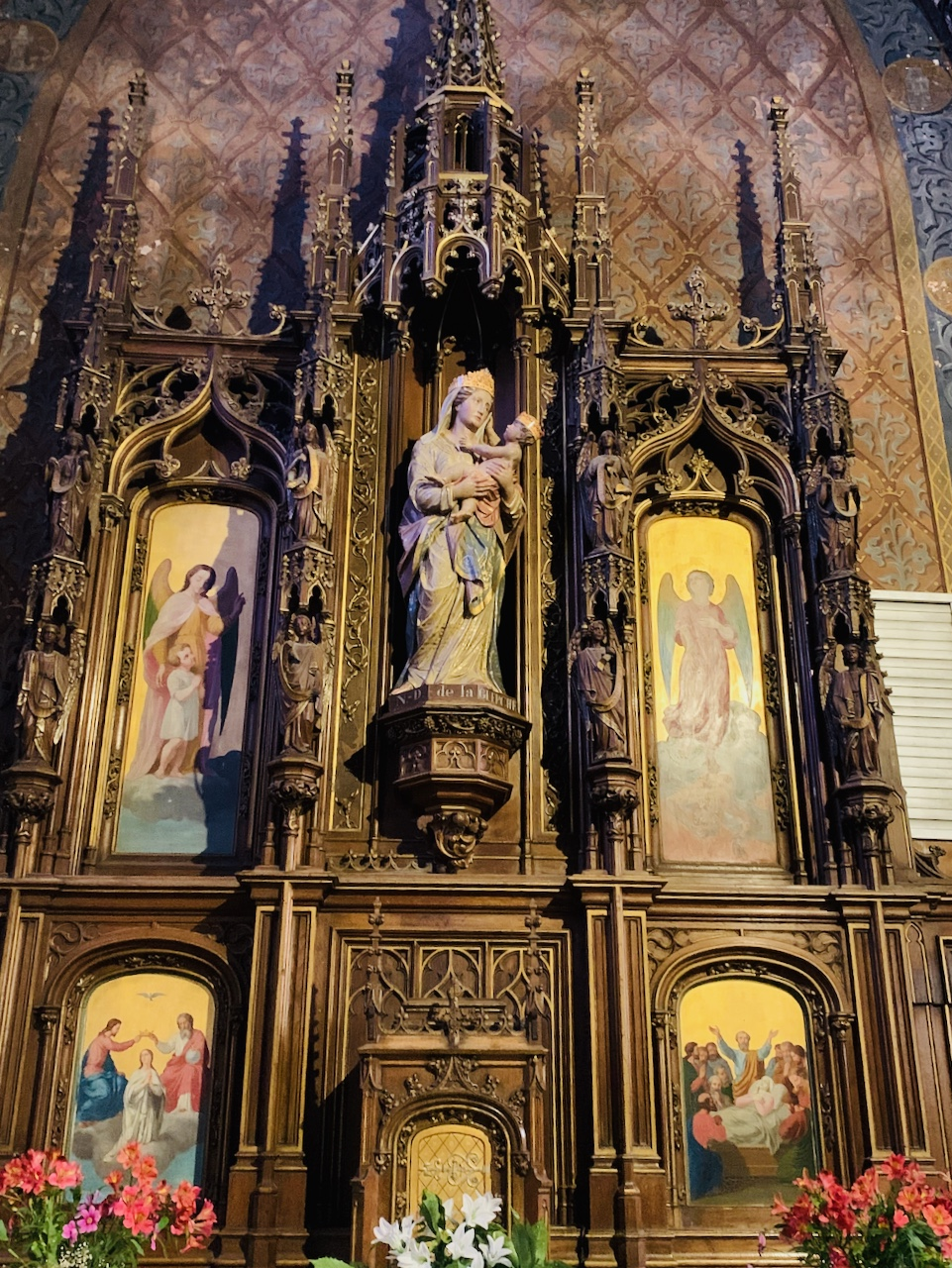
Statue de ND de La Guerche dans la basilique
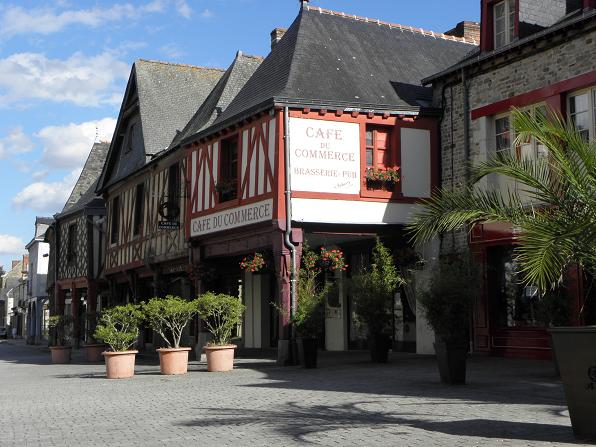
Vieilles maisons, rue d'Anjou.
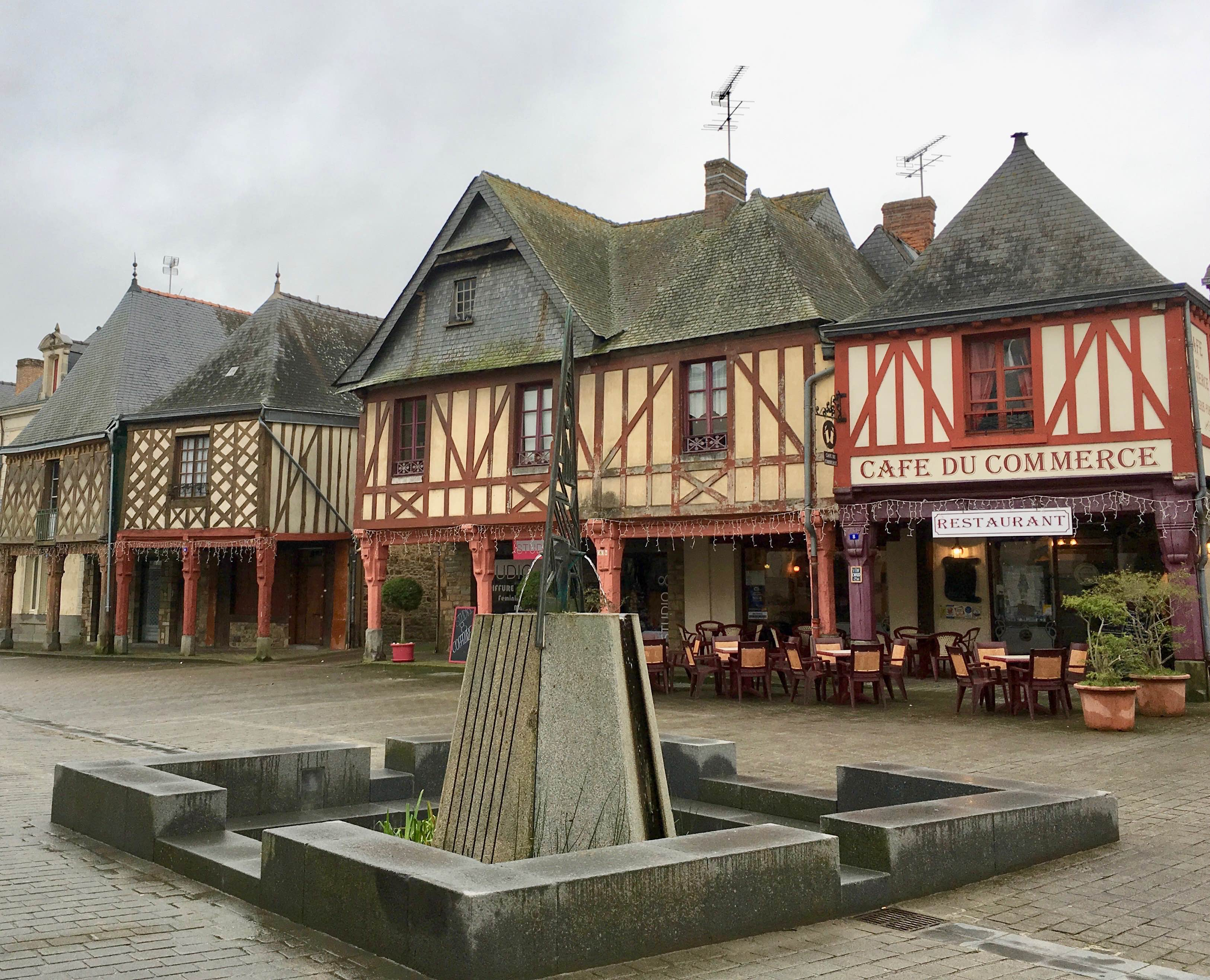
Maisons à pans de bois.
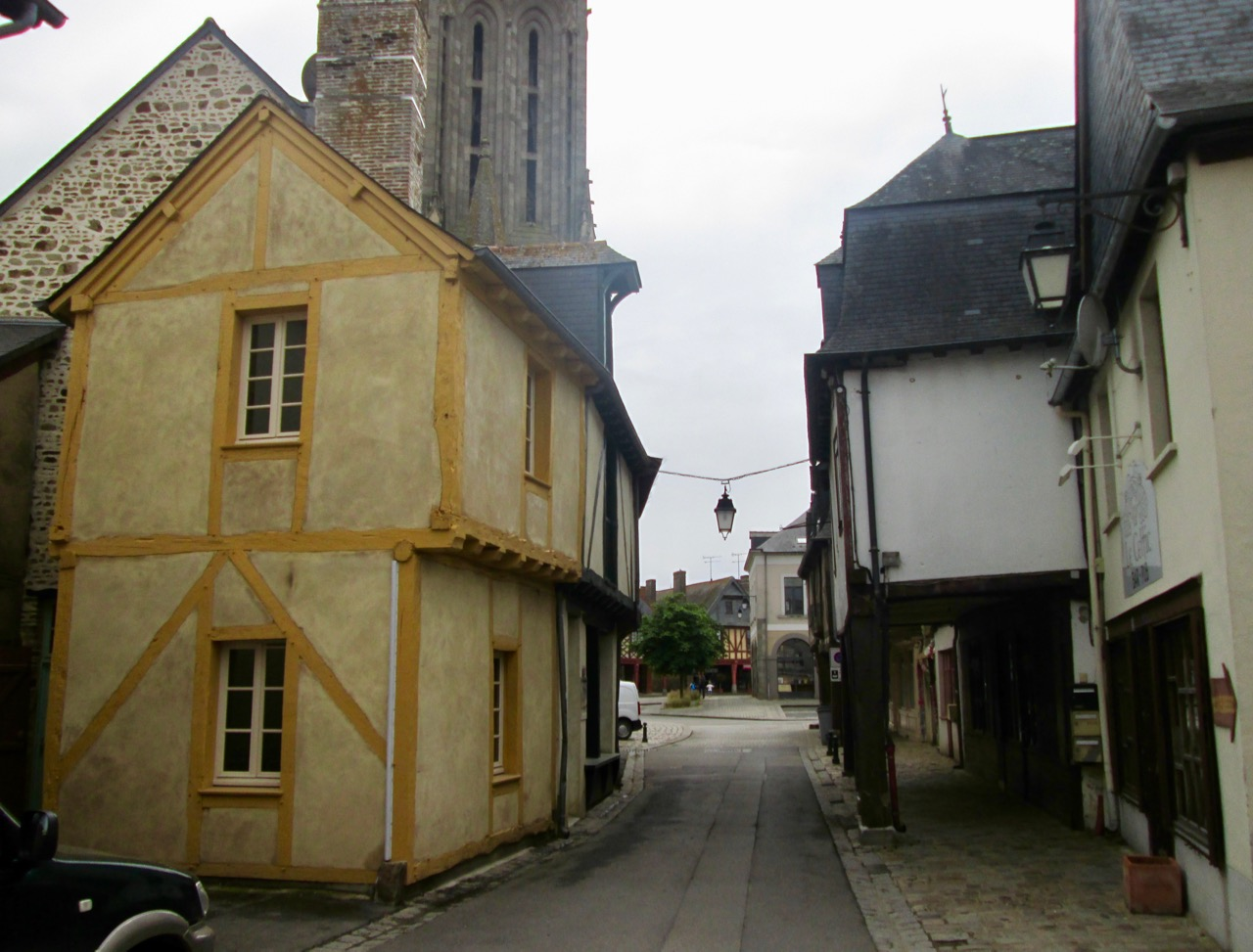
Vieilles maisons La Guerche.
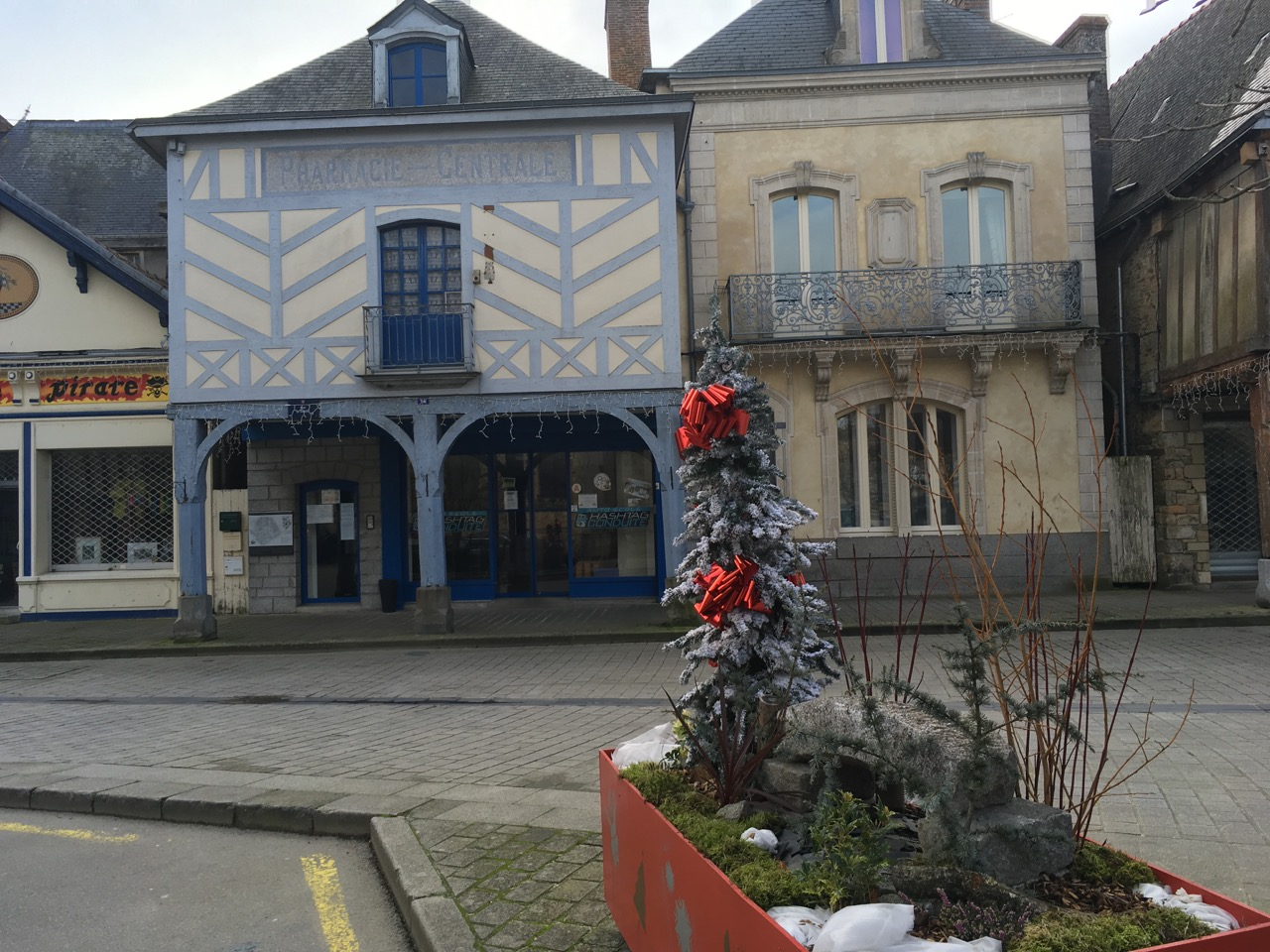
Maisons rue d'Anjou.
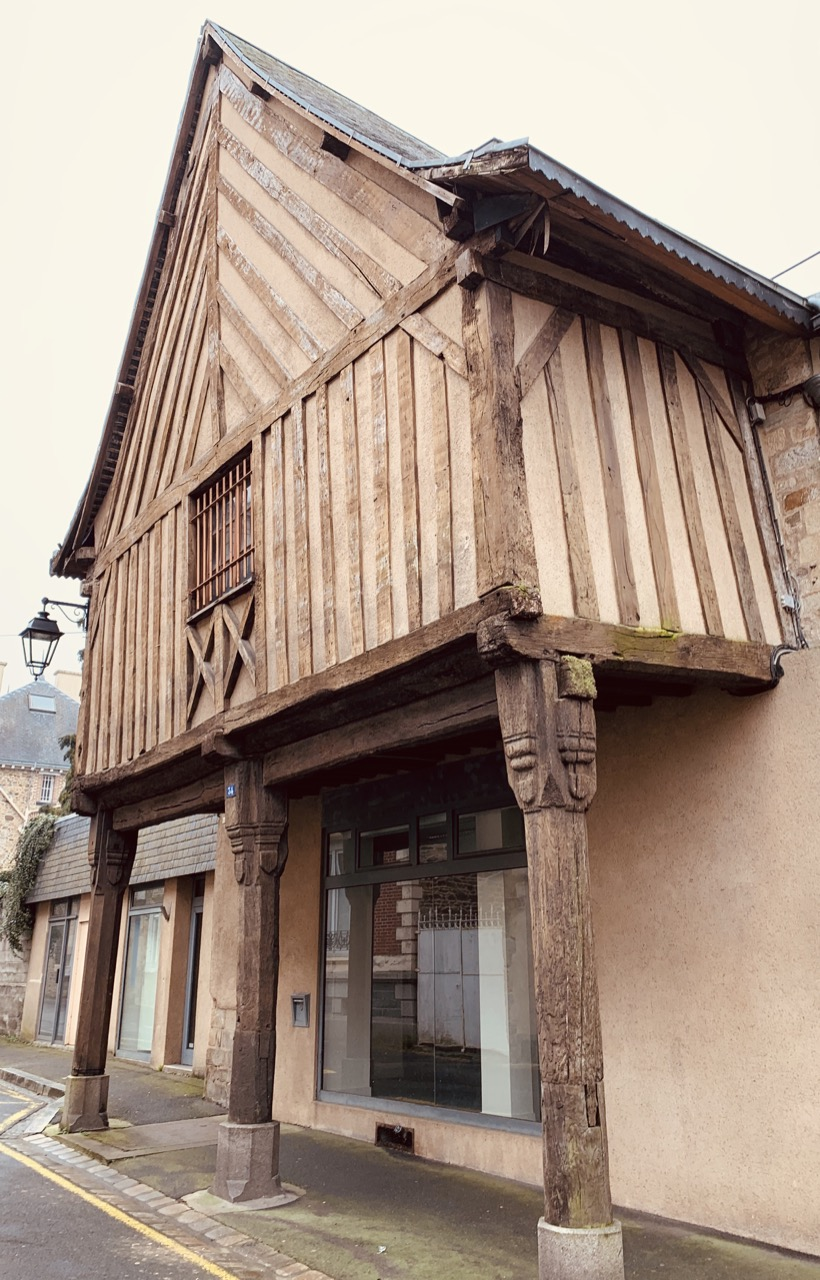
Maisons à pans de bois.
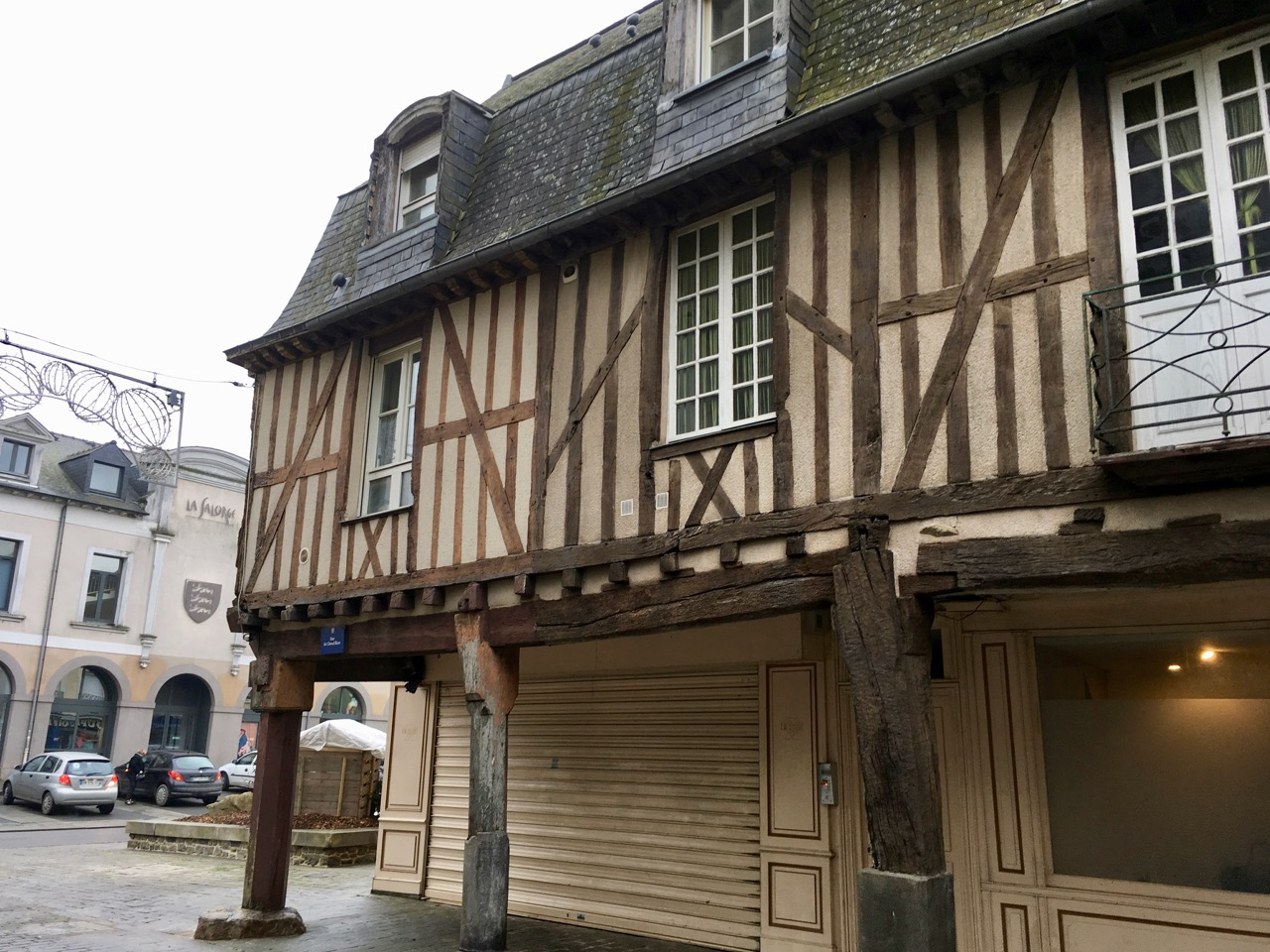
Maisons à pans de bois.
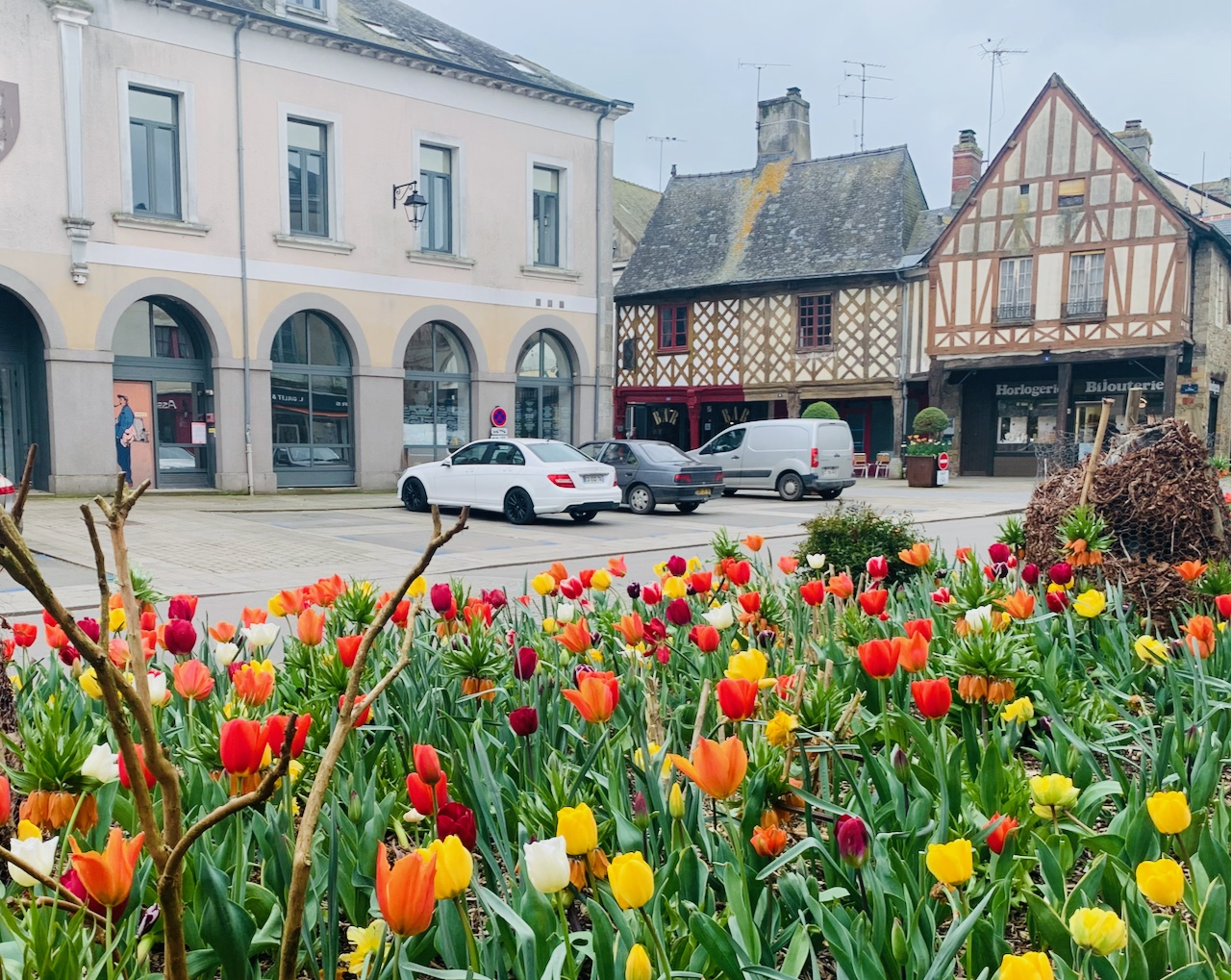
Place de la Salorge
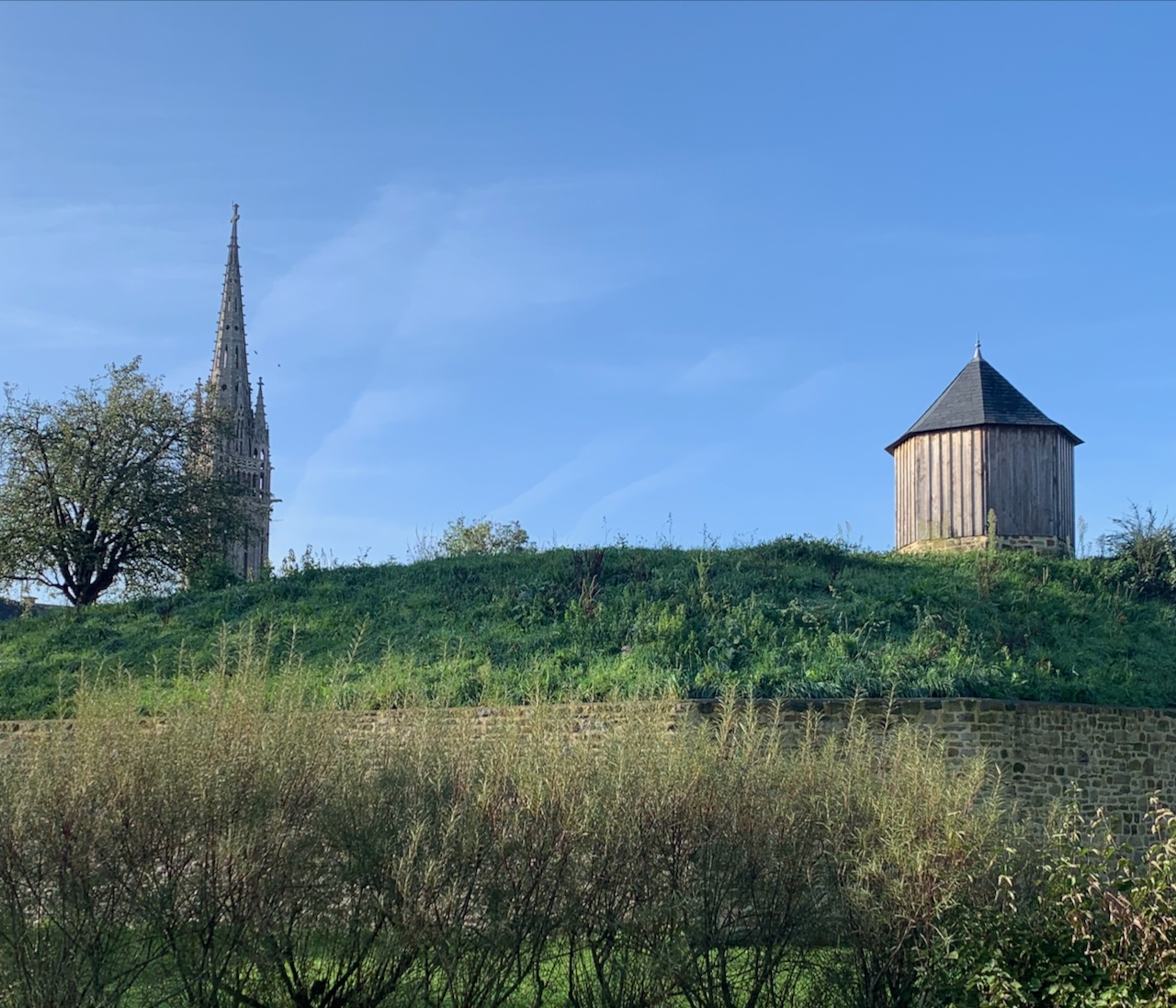
Vestige de la motte féodale
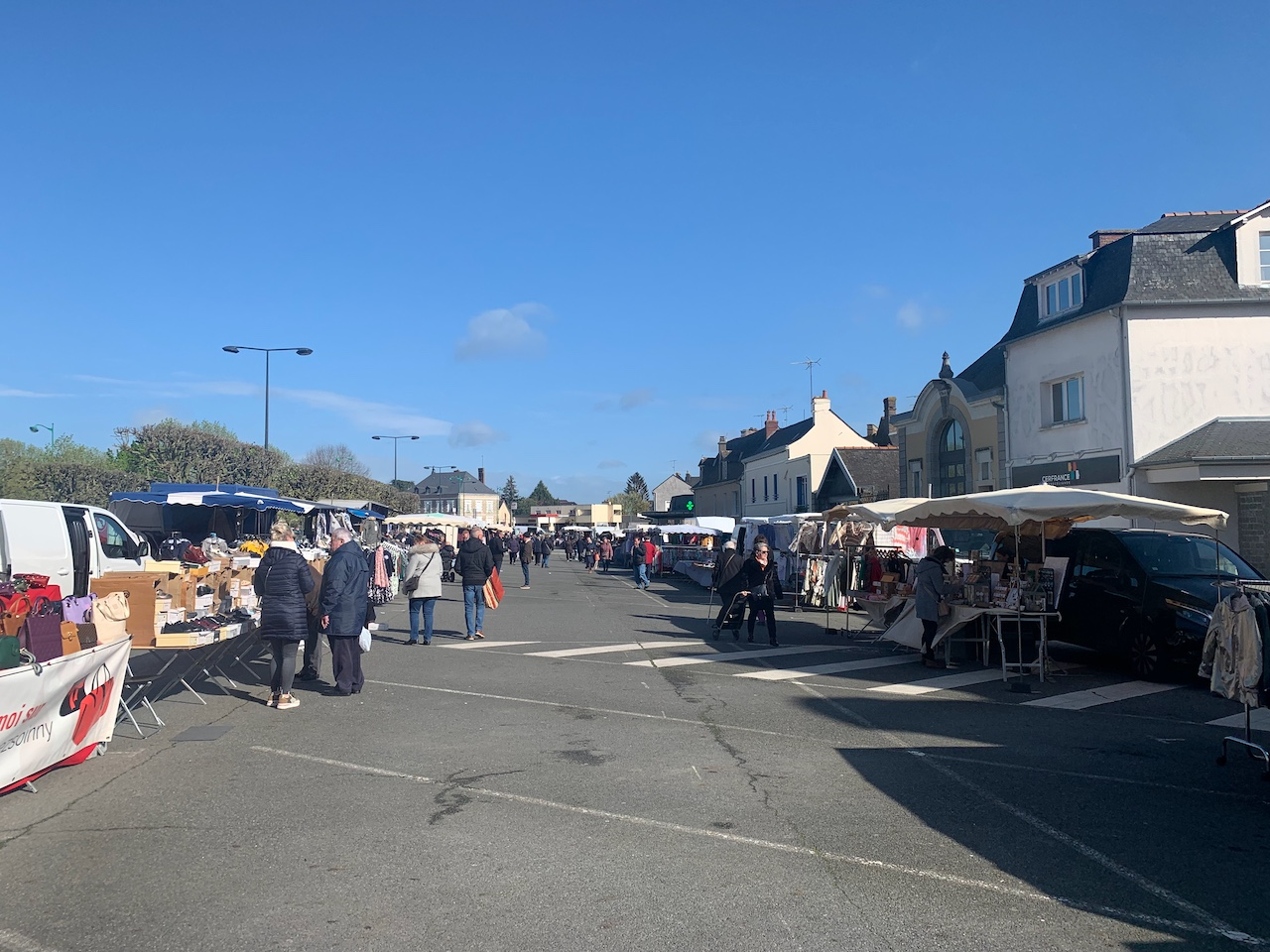
Marché du mardi à La Guerche

### Personnalités liées à la commune
- Pierre Brugeilles (1845-1893), né à Aubazine, député de la Corrèze de 1885 à 1889 est décédé à La Guerche-de-Bretagne[75].
- Minou Drouet (née en 1947), poétesse, comédienne et musicienne réside dans la commune.
- Charles François Duval de Grandpré (1740-1796), avocat et législateur, né à Abbeville (Somme) le 19 août 1740. Il était avocat à La Guerche au moment où éclata la Révolution. Mêlé à tous les actes de la lutte du parlement contre le pouvoir. Député de l'Assemblée législative pour l'Ille-et-Vilaine.
- Henri Lassourd (1902-1978), ancien député-maire de la commune.
- Patrick Lassourd (1942-2003), fils du précédent, ancien sénateur-maire de la commune.
- Groupe Loiron-La Gravelle, groupe de résistance intérieure.
- Alain Passard (né en 1956), cuisinier français.

### Héraldique
| Blason | Blasonnement : De gueules aux trois léopards d'argent passant l'un sur l'autre. |